# Liste der Kulturdenkmale in Nordostring (Bautzen)

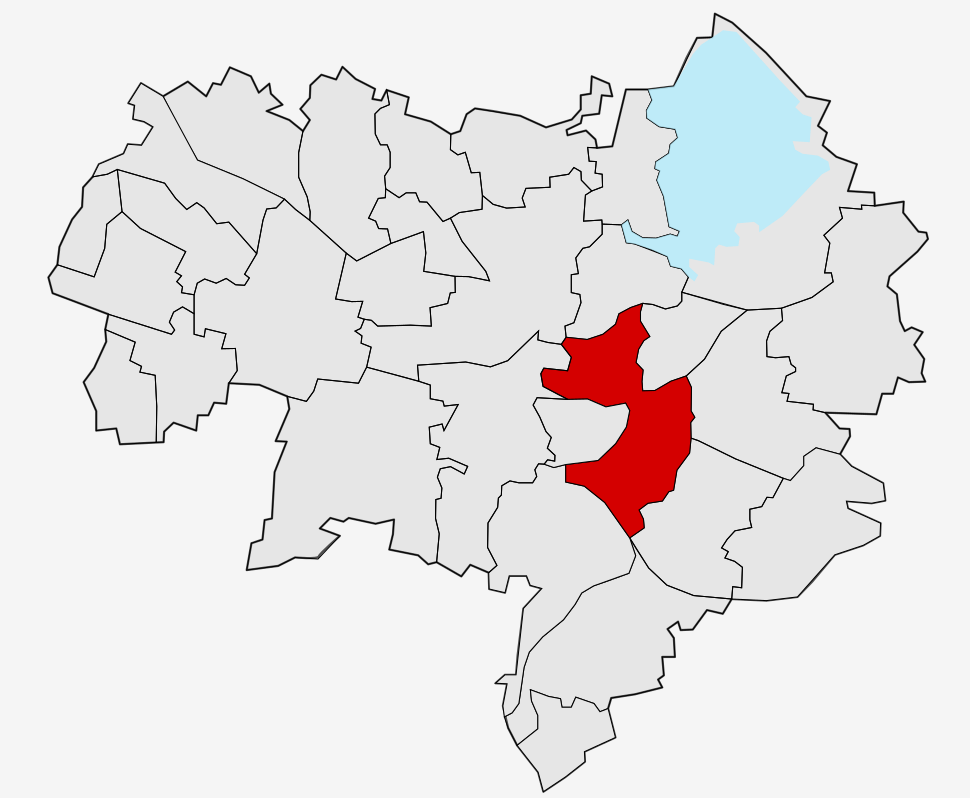
Lage des Stadtteils Nordostring in Bautzen

In der Liste der Kulturdenkmale in Nordostring sind die Kulturdenkmale des Bautzener Stadtteils Nordostring verzeichnet, die bis September 2024 vom Landesamt für Denkmalpflege Sachsen erfasst wurden (ohne archäologische Kulturdenkmale). Die Anmerkungen sind zu beachten.

## Liste der Kulturdenkmale in Nordostring (Bautzen)
| Bild                                    | Bezeichnung | Lage                                                                            | Datierung | Beschreibung | ID       |
| --------------------------------------- | --- | ------------------------------------------------------------------------------- | --- | --- | -------- |
| Weitere Bilder                          | Villa mit Einfriedung | Am Stadtwall 1a (Karte)                                                         | Um 1910 | Heute Altenpflegeheim, baugeschichtlich und baukünstlerisch von Bedeutung, Villa mit gefülltem, getreppten Giebel, Runderker mit daraufliegendem Balkon, weitere Balkons im ersten Obergeschoss, stark ornamentiert, Reliefs mit mythologischen Szenen, originaler Eingang, Türme mit Säulen und Farbglasfenstern, teilweise Zwillings- und Drillingsfenster mit ornamentiertem Rundbogen und Säulen, Treppenhaus mit originalem Geländer, geschnitztes Gestühl in der Halle, bis April 2008 irrtümlich unter 1 in der Denkmalliste geführt, laut ALK-Daten Nummer 1a | 09250466 |
| Weitere Bilder                          | Villa mit Einfriedung und zwei Hintergebäuden | Am Stadtwall 10 (Karte)                                                         | Bezeichnet mit 1892 (Mietvilla und Einfriedung) | Baugeschichtlich und städtebaulich von Bedeutung, Villa mit Mansarddach und Giebeln, Erker mit Eingang und Turm (Wetterfahne), teilweise Verblendungen an Fenstern, Anbau von Veranden (um 1910) | 09250480 |
| Direkt Bild zu diesem Denkmal hochladen | Mietshaus in geschlossener Bebauung | Arnoldstraße 1 (Karte)                                                          | Um 1905 | Baugeschichtlich und städtebaulich von Bedeutung, originale Tür, Putzgestaltung, Zwillingsfenster im Dachausbau | 09250191 |
| Direkt Bild zu diesem Denkmal hochladen | Mietshaus in geschlossener Bebauung | Arnoldstraße 5 (Karte)                                                          | Zwischen 1905 und 1910 | Baugeschichtlich und städtebaulich von Bedeutung, originale Tür, originale Klingeln, Dachfenster (Mittelbetonung durch Giebel) | 09250189 |
| Direkt Bild zu diesem Denkmal hochladen | Portal des Mietshauses | Arnoldstraße 6 (Karte)                                                          | Bezeichnet mit 1908 | Künstlerisch von Bedeutung | 09250186 |
| Direkt Bild zu diesem Denkmal hochladen | Mietshaus in geschlossener Bebauung | Arnoldstraße 8 (Karte)                                                          | Um 1910 | Baugeschichtlich und städtebaulich von Bedeutung, mit Dachfenstern, originale Tür und Putzornamentik | 09250187 |
|                                         | Mietvilla mit Nebengebäude und Treppenturm, in Ecklage | August-Bebel-Platz 1 (Karte)                                                    | Um 1890 | Baugeschichtlich von Bedeutung, Treppenturm (rückwärtig) mit eisernem Windfang und Fenstergitter | 09250044 |
|                                         | Mietvilla mit Einfriedung | August-Bebel-Platz 3 (Karte)                                                    | Um 1890 | Baugeschichtlich von Bedeutung, Mittelrisalit, originale Tür zum Treppenflur, Stuck im Treppenflur | 09250046 |
|                                         | Mietvilla mit Einfriedung | August-Bebel-Platz 4 (Karte)                                                    | Um 1890 | Baugeschichtlich von Bedeutung, Eckerker | 09250047 |
|                                         | Mietvilla | August-Bebel-Platz 5 (Karte)                                                    | Um 1890 | Baugeschichtlich von Bedeutung, Mittelbetonung | 09250048 |
|                                         | Mietvilla in Ecklage | August-Bebel-Platz 6 (Karte)                                                    | Um 1870/1880 | Baugeschichtlich von Bedeutung, Mittelbetonung, hölzerner Türvorbau, hölzerne Veranda | 09250049 |
| Weitere Bilder                          | Maria-und-Martha-Kirche mit Kirchplatz (Gartendenkmal) | August-Bebel-Platz 7 (Karte)                                                    | 1888–1891, bezeichnet mit 1888 (Kirche); 1888 (Grundsteinlegung) | Neogotische Hallenkirche, baugeschichtlich und ortsgeschichtlich sowie städtebaulich von Bedeutung, Kirche mit viereckigem Turm, achteckigem Aufsatz (Helm), Vorhalle, Portalanlage, mit Querhaus, eingezogenem Chor, Westturm, mit dazugehörigem Kirchplatz. Außerdem steht die gesamte Innenausstattung unter Denkmalschutz, einschließlich Vasa sacra und Glocke. Kirche stand bis 2002 ohne Hausnummerangabe in der Denkmalliste. | 09250039 |
|                                         | Bezirkskirchenamt / Villa | August-Bebel-Platz 10 (Karte)                                                   | Um 1890 | Prägt repräsentativen Charakter des Platzes mit, baugeschichtlich und platzbildprägend von Bedeutung, Fassadengestaltung besonders durch kräftige Profile der Fenster und die unterschiedlichen Verdachungen (Dreieckgiebel und gerade) geprägt, kräftiger Mittelrisalit, im Mansarddach mit dreiteiligem Dachhaus, seitlich Gaupen, rechts in der Fassade Holzloggia, originale Fenster überwiegend erhalten | 09250198 |
|                                         | Beratungsstelle Diakonisches Werk / Mietvilla | August-Bebel-Platz 11 (Karte)                                                   | 1910/1915 | Mit Schmuckelementen des Jugendstils, baugeschichtlich und städtebaulich von Bedeutung, zweigeschossiges Haus mit rustiziertem Sockel und hohem Krüppelwalmdach mit Gaupen, über dem risalitartigen Eingang Glockendach, Fassadengliederung durch serielle Fensterfolge, im Erdgeschoss mit Segmentbogen, unter der Traufzone ornamentiertes Reliefband, an der Giebelseite Schmuckkartusche mit Kreuz | 09250248 |
|                                         | Mietshaus mit Einfriedung, in Ecklage und offener Bebauung | August-Bebel-Platz 14 (Karte)                                                   | Um 1885 | Baugeschichtlich und straßenbildprägend von Bedeutung, repräsentatives Wohnhaus | 09250040 |
| Direkt Bild zu diesem Denkmal hochladen | Gartenhäuschen in offener Bebauung | August-Bebel-Straße 1 (Karte)                                                   | Um 1900 | Sozialgeschichtlich von Bedeutung, dort im Gelände Autohaus Flach-Mazda | 09250038 |
|                                         | Mietshaus in offener Bebauung | Bahnhofstraße 1 (Karte)                                                         | Um 1890 | Baugeschichtlich und straßenbildprägend von Bedeutung | 09250102 |
| Weitere Bilder                          | Schule (Neues Gymnasium/Philipp-Melanchthon-Gymnasium) mit Turnhalle und Einfriedung | Bahnhofstraße 2 (Karte)                                                         | Bezeichnet mit 1867 | Baugeschichtlich und ortsgeschichtlich von Bedeutung, breitgelagerter dreigeschossiger Bau, seitlich niedrigere Turnhalle und Einfriedung | 09250161 |
|                                         | Villa mit Einfriedung und Garten | Bahnhofstraße 4 (Karte)                                                         | Um 1870 | Baugeschichtlich und städtebaulich von Bedeutung, mit Mittelrisalit und Terrasse | 09250173 |
|                                         | Villengarten (Gartendenkmal) mit Pavillon aus Holz | Bahnhofstraße 6 (Karte)                                                         | Um 1900 | Kunstgeschichtlich und landschaftsgestaltend von Bedeutung, Wirkungsstätte der Malerin Marianne Britze, gilt als die bedeutendste Malerin der Oberlausitz des 20. Jahrhunderts | 09250517 |
|                                         | Villa | Bahnhofstraße 8 (Karte)                                                         | Um 1895 | Reiche Fassadengestaltung, baugeschichtlich und städtebaulich von Bedeutung, mit Mittelrisalit | 09250162 |
| Weitere Bilder                          | Landratsamt, Verwaltungsgebäude mit Einfriedung | Bahnhofstraße 9 (Karte)                                                         | Schlussstein über Mittelportal bezeichnet mit 1909/1910 | Repräsentatives Gebäude, orts- und baugeschichtlich von Bedeutung, Dreiflügelanlage mit Einfriedung, ehemaliges Haus der Oberlausitzer Landstände mit Landständischer Bank (heute Landratsamt) | 09250103 |
|                                         | Mietvilla | Bahnhofstraße 10 (Karte)                                                        | Um 1875 | Baugeschichtlich und städtebaulich von Bedeutung | 09250163 |
|                                         | Mietvilla | Bahnhofstraße 14 (Karte)                                                        | Um 1900 | Klinkerbau, baugeschichtlich von Bedeutung | 09250174 |
|                                         | Mietshaus in offener Bebauung | Bahnhofstraße 17 (Karte)                                                        | Um 1880 | Mit reicher Putzfassade, baugeschichtlich und straßenbildprägend von Bedeutung, mit Putzgliederung und Eckquaderung | 09250104 |
|                                         | Wohnhaus in halboffener Bebauung mit schmiedeeisernem Tor | Behringstraße 1 (Karte)                                                         | Nach 1850 | Baugeschichtlich und straßenbildprägend von Bedeutung, dreigeschossig, massiv, zwei Gurtgesimse, zum Teil Fensterbekrönungen, zum Teil Putznutung im Erdgeschoss vorhanden, durch Dachhaus mit Dreiecksgiebel-Bekrönung noch von klassizistischen Formen beeinflusst | 09250494 |
| Direkt Bild zu diesem Denkmal hochladen | Mietshaus in halboffener Bebauung | Behringstraße 2 (Karte)                                                         | Um 1905 | Baugeschichtlich und städtebaulich von Bedeutung, Mittelbetonung, getreppter Giebel | 09250467 |
| Direkt Bild zu diesem Denkmal hochladen | Wohnhaus in geschlossener Bebauung | Behringstraße 4 (Karte)                                                         | Um 1900 | Baugeschichtlich und städtebaulich von Bedeutung, geschweifter Giebel, Fensterbekrönung | 09250468 |
| Direkt Bild zu diesem Denkmal hochladen | Wohnhaus in Eckbebauung | Behringstraße 6 (Karte)                                                         | Nach 1900 | Baugeschichtlich und städtebaulich von Bedeutung, dreigeschossig, teilweise Dachausbau, Sohlbänke und Fensterbekrönungen weitgehend erhalten, mit weitgehend erhaltener Fassadengestaltung und drei dominanten barockisierenden Giebeln, Gurtgesims, Ecktür zugesetzt, schönes Türblatt erhalten, behutsam saniert, z. B. Sprossung im originalen Sinne | 09250493 |
| Direkt Bild zu diesem Denkmal hochladen | Doppelwohnhaus in offener Bebauung, mit Einfriedung | Breitscheidstraße 1 (Karte)                                                     | 1900/1905 | Baugeschichtlich und straßenbildprägend von Bedeutung, Obergeschoss mit Fachwerk, Betonung des ersten Obergeschosses durch rote Klinker in der Horizontalen, Fensterbekrönung, zwei symmetrisch angeordnete Giebel im Dachgeschoss, rote Klinker im Wechsel mit gelben | 09250482 |
| Direkt Bild zu diesem Denkmal hochladen | Mietshaus in offener Bebauung, mit Einfriedung | Breitscheidstraße 2 (Karte)                                                     | Um 1905 | Im Heimatstil errichtet, baugeschichtlich und städtebaulich von Bedeutung, symmetrische Fassadengestaltung, drei Giebel, im Dachgeschoss Fachwerk | 09250481 |
| Direkt Bild zu diesem Denkmal hochladen | Doppelwohnhaus in offener Bebauung, mit Einfriedung | Breitscheidstraße 3 (Karte)                                                     | 1900/1905 | Baugeschichtlich und städtebaulich von Bedeutung, Betonung der Horizontalen durch gelbe Klinker, Fensterbekrönung (gelber Klinker im Wechsel mit schwarzem), zwei symmetrisch angeordnete Giebel im Dachgeschoss | 09250483 |
|                                         | Doppelwohnhaus in offener Bebauung, mit Einfriedung | Breitscheidstraße 5 (Karte)                                                     | 1900/1905 | Baugeschichtlich und straßenbildprägend von Bedeutung, Betonung der Horizontalen durch roten Klinker, Fensterbekrönung (roter Klinker im Wechsel mit gelbem), symmetrisch angeordnete Giebel im Dachgeschoss | 09250484 |
| Direkt Bild zu diesem Denkmal hochladen | Villa mit Einfriedung | Dr.-Ernst-Mucke-Straße 8 (Karte)                                                | Um 1885 | Baugeschichtlich von Bedeutung | 09250027 |
|                                         | Villa mit Einfriedung in Ecklage | Dr.-Ernst-Mucke-Straße 12 (Karte)                                               | Um 1900 | Baugeschichtlich und straßenbildprägend von Bedeutung, Wetterfahne | 09250025 |
| Weitere Bilder                          | Verwaltungsgebäude, ehemaliges Hotel Gude | Dr.-Peter-Jordan-Straße 1 (Karte)                                               | Um 1870/1880 | Baugeschichtlich und ortsgeschichtlich von Bedeutung | 09250203 |
|                                         | Mietvilla mit Einfriedung | Dr.-Peter-Jordan-Straße 3 (Karte)                                               | Um 1890 | Baugeschichtlich von Bedeutung | 09250204 |
|                                         | Mietvilla mit Einfriedungsmauer | Dr.-Peter-Jordan-Straße 5 (Karte)                                               | Um 1905 | Ehemalige Fabrikantenvilla, heute Staatshochbauamt der Finanzen, baugeschichtlich, städtebaulich und straßenbildprägend von Bedeutung | 09250124 |
|                                         | Mietshaus in halboffener Bebauung | Dr.-Peter-Jordan-Straße 6 (Karte)                                               | In Fassade bezeichnet mit 1907 | Baugeschichtlich und straßenbildprägend von Bedeutung, mit schieferverkleidetem Holzerker (Fachwerkverkleidung) | 09250125 |
|                                         | Wohnhaus in geschlossener Bebauung | Dr.-Peter-Jordan-Straße 11a (Karte)                                             | Um 1910 | Dekorierende Putzgliederung, gut rhythmisierte Fassade, zu großen Teilen ursprüngliches Aussehen erhalten, baugeschichtlich und städtebaulich von Bedeutung, Dachhaus, Lisenengliederung, Muschel- und Fruchtreliefs, weitgehend originale Sprossung, originales Türblatt, im Inneren originales Treppenhaus mit historischem Geländer und bauzeitlichen Wohnungstüren sowie auch alten Türen in den (Etagen-)Wohnungen | 09250427 |
|                                         | Mietshaus in Ecklage und in geschlossener Bebauung | Dr.-Peter-Jordan-Straße 23 (Karte)                                              | Nach 1905 | Baugeschichtlich und städtebaulich von Bedeutung | 09250171 |
| Direkt Bild zu diesem Denkmal hochladen | Mietshaus in geschlossener Bebauung | Dr.-Peter-Jordan-Straße 25 (Karte)                                              | Um 1905 | Baugeschichtlich und städtebaulich von Bedeutung | 09250140 |
|                                         | Wohnhaus in Ecklage | Dr.-Peter-Jordan-Straße 26 (Karte)                                              | Um 1910 | Vom Jugendstil beeinflusste Fassadengestaltung, baugeschichtlich und städtebaulich von Bedeutung, Mansarddach mit dominanten, barockisierenden Dachhäusern, rhythmisierende Verwendung von Erkern, dorisierende Halbsäulen als Ornamentierung, unregelmäßiger Grundriss, Fenstersprossung zum Teil erhalten, originale Haustür | 09250488 |
| Direkt Bild zu diesem Denkmal hochladen | Wohnhaus mit Ladenvorbau | Dr.-Peter-Jordan-Straße 36 (Karte)                                              | Um 1910/1915 | Baugeschichtlich, städtebaulich und straßenbildprägend von Bedeutung | 09250621 |
| Direkt Bild zu diesem Denkmal hochladen | Gasthaus (Schweizerhaus Hermann Schmidt) | Dr.-Peter-Jordan-Straße 50 (Karte)                                              | Um 1885 | Heute Kindergarten, baugeschichtlich von Bedeutung, zweigeschossiger Bau mit Mittelrisalit | 09250138 |
| Direkt Bild zu diesem Denkmal hochladen | Mehrfamilienhaus | Dr.-Salvador-Allende-Straße 5 (Hauptanschrift: Paul-Neck-Straße 10; 12) (Karte) | Um 1920 | Ehemaliges Postbeamtenwohnhaus, baugeschichtlich und sozialgeschichtlich von Bedeutung, asymmetrische Fassadengestaltung, seitlich Balkon (Rundbogen) | 09250435 |
|                                         | Mietvilla | Erich-Pfaff-Straße 1 (Karte)                                                    | 1910/1915 | Bildet ein Grundstück mit Mättigstraße 31, baugeschichtlich und städtebaulich von Bedeutung | 09250528 |
| Direkt Bild zu diesem Denkmal hochladen | Wohnhaus mit Einfriedung, in offener Bebauung | Erich-Pfaff-Straße 5 (Karte)                                                    | Um 1925 | Baugeschichtlich von Bedeutung, mit Glasfenstern im Treppenhaus | 09250159 |
|                                         | Mietshaus in Ecklage und in offener Bebauung | Erich-Pfaff-Straße 6 (Karte)                                                    | 1910 bis 1915 | Baugeschichtlich und straßenbildprägend von Bedeutung, mit rundem Eckturm und vorgezogenem Risalit, mit Balkons, Putzdekor | 09250310 |
|                                         | Wohnhaus in offener Bebauung, mit zeitgemäßem Ornament | Fichtestraße 5 (Karte)                                                          | Um 1895 | Mit zeitgemäßem Ornament, integrativer Bestandteil des Straßenbildes, baugeschichtlich von Bedeutung, massiv, zweigeschossig, flacher gegiebelter Mittelrisalit (Giebel: Holzverzierung), Reste von Putzgliederung, zwei Gurtgesimse, profilierte Fenstergewände, Biberschwanzdeckung | 09250239 |
|                                         | Doppelwohnhaus mit Hinterhaus, in offener Bebauung | Fichtestraße 7, 9 (Karte)                                                       | Um 1895 | Baugeschichtlich von Bedeutung, Mittelbetonung durch Giebel | 09250196 |
|                                         | Schmiedeeiserne Einfriedung | Fichtestraße 14–20 (gegenüber) (Karte)                                          | 1895 | Straßenbildprägend von Bedeutung | 09250246 |
| Direkt Bild zu diesem Denkmal hochladen | Wohnhaus in offener Bebauung | Flinzstraße 6 (Karte)                                                           | Um 1870 | Baugeschichtlich von Bedeutung, Naturstein, teilweise ruinöser Zustand | 09250479 |
| Direkt Bild zu diesem Denkmal hochladen | Gewerbehäuschen | Flinzstraße 12 (Karte)                                                          | Um 1920 | Ehemals Fleischerei Kühn, sozialgeschichtlich von Bedeutung, Mansarddach, originale Fenster in erster Etage | 09250478 |
| Direkt Bild zu diesem Denkmal hochladen | Mietvilla | Flinzstraße 16 (Karte)                                                          | Um 1905/1910 | Baugeschichtlich von Bedeutung, Wohnhaus mit geschweiftem Giebel (reich an Reliefs), Bekrönung durch Amphore, rückwärtig Holzveranden | 09250455 |
| Direkt Bild zu diesem Denkmal hochladen | Mietvilla | Flinzstraße 18 (Karte)                                                          | Um 1890 | Baugeschichtlich und städtebaulich von Bedeutung, Villa mit Mittelbetonung, Fensterumrahmung mit Putzdekor, geschweifter Giebel mit Akroterion in Muschelform, im Mansardgeschoss Gliederung durch Pfeiler | 09250454 |
|                                         | Friedrich-Engels-Platz, Schmuckplatz mit plastischer Figurengruppe „Sitzendes altes Paar“ | Friedrich-Engels-Platz (Karte)                                                  | Nach 1910 (Schmuckplatz); 1974 (Figurengruppe) | Städtebauliche und künstlerische Bedeutung. Schmuckplatz mit Bezug zum Amts- und Landgericht sowie zur angrenzenden Platzrandbebauung der anliegenden Straßenzüge. Gestaltung erstmals 1913 auf dem Messtischblatt verzeichnet. Weitgehend ursprüngliche Wegeführungen erhalten, im Nordosten von einer teilweise lückigen, gegenständigen Allee aus Silber-Linden (Tilia tomentosa – Altbäume) und im Südwesten einer gegenständigen Allee aus Winter-Linden (Tilia cordata – erneuert, vermutlich ursprünglich auch Silber-Linden) begrenzt. An den platzartigen Erweiterungen der beiden Wegekreuzungen Gruppen aus jeweils 4 Pyramiden-Eichen (Quercus robur 'Fastigiata'), im Innern des Wegeovals fünf von ehemals acht Eiben (Taxus baccata) erhalten. Schmuckpflanzungen aus Sommerblumen. Störelement: Spielplatz. Der bedeutende Gartenkünstler Max Bertram erarbeitete für den Schmuckplatz zwischen 1903 und 1912 einen Entwurf, mit der Ausführung war er offenbar nicht betraut, inwieweit sein Entwurf zur Ausführung kam, muss geprüft werden. Sitzgruppe von Horst Weiße (1919–1993), entstanden 1974, Zement, auf liegendem Sockel sitzen auf abstrahierter Bank sich zugewandt eine männliche und eine weibliche Figur (annähernd lebensgroß). | 09304171 |
| Direkt Bild zu diesem Denkmal hochladen | Wohnhaus mit Garage (baulich verbunden mit Taucherstraße 21) | Friedrich-Engels-Platz 2 (Karte)                                                | Um 1928/1930 | Architekturgeschichtlich von Bedeutung | 09250052 |
|                                         | Wohnhaus in offener Bebauung | Friedrich-Engels-Platz 4 (Karte)                                                | Um 1928 | Mit für 1920er Jahre typischer Fassadengestaltung, baugeschichtlich und städtebaulich von Bedeutung, originale Gitter und Tür | 09250053 |
|                                         | Wohnhaus in Ecklage | Friedrich-Engels-Platz 8 (Karte)                                                | Um 1913 | Heute Kindergarten, baugeschichtlich und städtebaulich von Bedeutung, Stuckornamente an Fenstern und Eingangstür, zur Mättigstraße halbkreisförmiger Erkervorbau | 09250054 |
| Direkt Bild zu diesem Denkmal hochladen | Villa mit Resten der originalen Zaunsäulen | Friedrich-List-Straße 3 (Karte)                                                 | Um 1910 | Baugeschichtlich und städtebaulich von Bedeutung, Seitenbetonung durch Giebel, originaler Putz, Eckquaderung, überdachter Eingang, Balkon, im Eingangsbereich Reste floraler Wandmalerei, Walmdach, Reste einer Pergola, Putzstruktur und -ornamentik | 09250202 |
| Direkt Bild zu diesem Denkmal hochladen | Villa mit Einfriedung | Friedrich-List-Straße 4 (Karte)                                                 | 1910 | Baugeschichtlich und städtebaulich von Bedeutung, Eckerker, Giebel, reichgestaltete Dachlandschaft, originaler Putz | 09250200 |
| Direkt Bild zu diesem Denkmal hochladen | Villenartiges Wohnhaus in offener Bebauung | Friedrich-List-Straße 6 (Karte)                                                 | Um 1910 | Villenartiger Putzbau, baugeschichtlich und städtebaulich von Bedeutung, interessante Fassadengestaltung, abgerundete Hausecke, Balkons, Veranden, originale Fenster, originale Balkongeländer des Jugendstils, Fensterverblendung im zweiten Obergeschoss, U-Form, Eckerker | 09250201 |
| Weitere Bilder                          | Landratsamt; Sorbisches Gymnasium Bautzen / Verwaltungsgebäude mit Einfriedung und Turnhalle | Friedrich-List-Straße 8 (Karte)                                                 | 1901/1902 ursprünglich errichtet; 1950er Jahre Wiederaufbau im Wesentlichen | Ehemaliges Institut für Lehrerbildung und Sternwarte, heute Sorbisches Gymnasium, später Landratsamt, baugeschichtlich und ortsgeschichtlich von Bedeutung, Dreiflügelanlage mit Betonung des Mittelteils, Eckquaderung, Mansardgeschoss. Oberlausitzer Schulordnung von 1770 forderte Seminare zur Ausbildung von Lehrern, wegen fehlender Geldmittel und Kriegsumstände durch Landstände erst Anfang 19. Jahrhundert realisiert. Zuerst einige private Seminare (insbesondere für Ausbildung sorbischer Lehrer), dann 1817 Stiftung für Errichtung eines landständischen Seminars zur Ausbildung deutscher und sorbischer Lehrer durch Oberlausitzer Adel gegründet. Unterricht zuerst im Haus Mönchsgasse 7. 1851 Einrichtung eines separaten katholischen Lehrerseminars im Haus An der Petrikirche 4 (kathol. Lehrerbildungsanstalt). Wegen wachsender Zahl katholischer Seminaristen Ende 19. Jahrhundert Neubau notwendig, der 1903 an Flinzstraße, Ecke Stiftsstraße (heute Friedrich-List-Straße) bezogen wurde. Dieser Bau durch Krieg 1945 schwer beschädigt, Gebäude in 1950 neu aufgebaut, dabei charakteristische Gestaltungsmerkmale wie rustiziertes Sockelgeschoss, Eckquaderungen, Risalite, Fenstergewände in Neugestaltung einbezogen. Umbau 2005 fügt historischem Schulgebäude mit Respekt vor überkommener Substanz eine neue Zeitebene hinzu. | 09250453 |
| Weitere Bilder                          | Mietvilla mit Einfriedung, in Ecklage | Jägerstraße 2 (Karte)                                                           | Bezeichnet mit 1880 | Baugeschichtlich und straßenbildprägend von Bedeutung, bezeichnet Originalbauplan mit Datum am Haus angebracht | 09250107 |
| Direkt Bild zu diesem Denkmal hochladen | Kapelle mit Anbau | Jägerstraße 11a (Karte)                                                         | Um 1860 | Baugeschichtlich und ortsgeschichtlich von Bedeutung, rechteckiger Raum mit Apsis und Farbglasfenster | 09250342 |
|                                         | Doppelwohnhaus (nur rechte Hälfte) | Jägerstraße 37 (Karte)                                                          | Um 1920 | In weitgehend originalem Erhaltungszustand, architekturgeschichtlich interessant und wichtig für Straßenzug. Zweigeschossiger Putzbau mit rustiziertem Sockel, Walmdach, straßenseitiger, geschweifter Zwerchgiebel mit zwei Fenstern, alle Fenster mit originalen Sprossungen und hölzernen Fensterläden, seitlich gelegener Hauseingang mit originaler Tür. Baulich direkt verbunden mit Nummer 35 (bereits saniert, kein Denkmal). | 09253374 |
|                                         | Wohnhaus einer Wohnanlage | Jägerstraße 39 (Karte)                                                          | Bezeichnet mit 1930 | Baugeschichtlich von Bedeutung (siehe auch Jägerstraße 41/43, 45 und Stieberstraße 42/44/46 und 48) | 09250142 |
|                                         | Doppelwohnhaus einer Wohnanlage | Jägerstraße 41, 43 (Karte)                                                      | Bezeichnet mit 1930 | Baugeschichtlich von Bedeutung (siehe auch Jägerstraße 39 und 45 und Stieberstraße 42/44/46 und 48) | 09250143 |
|                                         | Doppelwohnhaus (mit Stieberstraße 48) einer Wohnanlage in Ecklage | Jägerstraße 45 (Stieberstraße 48) (Karte)                                       | Bezeichnet mit 1930 | Baugeschichtlich von Bedeutung (siehe auch Jägerstraße 39, 41/43 und Stieberstraße 42/44/46) | 09250144 |
|                                         | Mietshaus in geschlossener Bebauung | Kantstraße 3 (Karte)                                                            | 1910/1915 | Baugeschichtlich und städtebaulich von Bedeutung, mit Mittelbetonung durch zwei abgerundete Erker, Mansarddach (Mittelbetonung durch Giebel mit Krüppelwalmdach), sehr expressionistisch | 09250193 |
| Direkt Bild zu diesem Denkmal hochladen | Mietshaus in geschlossener Bebauung | Kantstraße 13 (Karte)                                                           | Um 1910 | Städtebaulich von Bedeutung | 09250182 |
| Direkt Bild zu diesem Denkmal hochladen | Mietshaus in geschlossener Bebauung | Kantstraße 19 (Karte)                                                           | Um 1935 | Architekturgeschichtlich von Bedeutung, Türeinfassung und Sockel in rotem Klinker, Mansardgeschoss | 09250177 |
| Direkt Bild zu diesem Denkmal hochladen | Mietshaus in geschlossener Bebauung | Kantstraße 21 (Karte)                                                           | Bezeichnet mit 1935 | Architekturgeschichtlich von Bedeutung, teilweise Fensterläden | 09250178 |
| Direkt Bild zu diesem Denkmal hochladen | Mietshaus in halboffener Bebauung | Kantstraße 23 (Karte)                                                           | Bezeichnet mit 1937 | Architekturgeschichtlich von Bedeutung, Türeinfassung und Sockel in rotem Klinker, Mansardgeschoss, erstes und zweites Obergeschoss Fensterflächen | 09250179 |
|                                         | Kasernengebäude mit Teilen der originalen Einfriedung (Kant-Kaserne) | Kantstraße 25 (Karte)                                                           | Um 1890/1900 | Militärgeschichtlich und ortsgeschichtlich von Bedeutung, heute Kaserne, Versorgungsschule und Schule der Grenzpolizei, Erdgeschoss roter Sandstein, erstes und zweites Obergeschoss originaler Putz, mit roten Fenstergewänden, mit Flakturm, Gebäude A, B, C, D sowie Küchengebäude und Speisesaal (mit Turmuhr) | 09250448 |
|                                         | Mietvilla mit originaler Einfriedung und Gartenhaus | Karl-Liebknecht-Straße 1 (Karte)                                                | Im Risalitgiebel bezeichnet mit 1891 | Baugeschichtlich von Bedeutung, seitlich vorgezogener Risalit | 09250326 |
|                                         | Mietshaus mit Einfriedung in Ecklage sowie Radyserb-Gedenktafel | Karl-Liebknecht-Straße 2 (Karte)                                                | Um 1885/1890 | Baugeschichtlich und straßenbildprägend von Bedeutung; die Gedenktafel erinnert zweisprachig an den sorbischen Volksschriftsteller und Dichter Jan Radyserb-Wjela (1822–1907), der dort 1890 bis 1907 lebte | 09250112 |
|                                         | Mietvilla in Ecklage | Karl-Liebknecht-Straße 5 (Karte)                                                | Um 1890 | Baugeschichtlich von Bedeutung, mit Eckerker | 09250322 |
|                                         | Mietshaus im Heimatstil (Klinkerbau) in Ecklage und offener Bebauung | Karl-Liebknecht-Straße 7 (Karte)                                                | Um 1890 | Baugeschichtlich und straßenbildprägend von Bedeutung, Holzveranden | 09250321 |
|                                         | Mietvilla mit rot-gelber Klinkerverkleidung und originaler Einfriedung | Karl-Liebknecht-Straße 11 (Karte)                                               | Um 1900 | Baugeschichtlich von Bedeutung, roter Klinkerbau, gegliedert durch Fensterumrahmungen mit gelbem Klinker und geohrten Fensterprofilen, Attikageschoss mit zierlichen Pilastern, der bis ins Dachgeschoss geführte Mittelrisalit im oberen Teil mit gelben Klinkerpilastern, Mansardwalmdach, originale Haustür | 09250504 |
|                                         | Mietshaus mit Teilen der originalen Einfriedung in offener Bebauung | Karl-Liebknecht-Straße 13 (Karte)                                               | Um 1900 | Baugeschichtlich von Bedeutung, Mietshaus mit zwei Erkern und Mitteleingang, darüberliegend Balkons, originale Brüstungsgitter, rechte Seite originaler Putz, Einfriedung: originale Mauerteile und Torpfeiler | 09250327 |
|                                         | Alterspflegeheim des Diakonischen Werkes, ehemals Altersstift der Inneren Mission | Karl-Liebknecht-Straße 14 (Karte)                                               | Bezeichnet mit 1891 | Baugeschichtlich von Bedeutung | 09250113 |
|                                         | Wohnhaus in offener Bebauung | Karl-Liebknecht-Straße 16 (Karte)                                               | Um 1890/1895 | Mit aufwendiger Fassadengestaltung, jetzt Altersstift, baugeschichtlich von Bedeutung, Klinkerbau | 09250114 |
|                                         | Mietshaus mit originaler Einfriedung, in offener Bebauung | Karl-Liebknecht-Straße 18 (Karte)                                               | Um 1895/1900 | Baugeschichtlich von Bedeutung, seitlich hervorkragender Baukörper, Mansarddach, Sims über Erdgeschoss, Fensterbekrönung im ersten und zweiten Obergeschoss | 09250115 |
|                                         | Mietvilla | Karl-Liebknecht-Straße 18a (Karte)                                              | Um 1890 | Baugeschichtlich von Bedeutung, mit Mittelrisalit und hölzerner Veranda | 09250328 |
|                                         | Wohnhaus in offener Bebauung | Karl-Liebknecht-Straße 24 (Karte)                                               | Um 1890 | Putzbau mit Mittelrisalit, baugeschichtlich von Bedeutung, mit Betonung des Mittelrisalits | 09250127 |
|                                         | Mietshaus in offener Bebauung und Ecklage | Karl-Liebknecht-Straße 41 (Karte)                                               | Um 1902 | Baugeschichtlich und städtebaulich von Bedeutung, mit Holzveranda | 09250134 |
|                                         | Mietshaus in geschlossener Bebauung, mit Einfriedung, Ecklage | Karl-Liebknecht-Straße 42 (Karte)                                               | Um 1905 | Baugeschichtlich und städtebaulich von Bedeutung, mit Eckerker | 09250128 |
|                                         | Mietshaus in geschlossener Bebauung | Karl-Liebknecht-Straße 46 (Karte)                                               | Um 1905 | Baugeschichtlich und städtebaulich von Bedeutung | 09250130 |
|                                         | Mietshaus in geschlossener Bebauung | Karl-Liebknecht-Straße 48 (Karte)                                               | Bezeichnet mit 1906 | Baugeschichtlich und städtebaulich von Bedeutung, mit Erker | 09250131 |
|                                         | Mietshaus in geschlossener Bebauung | Karl-Liebknecht-Straße 50 (Karte)                                               | Bezeichnet mit 1908 | Baugeschichtlich und städtebaulich von Bedeutung, mit halbrundem Erker | 09250132 |
|                                         | Mietshaus in geschlossener Bebauung und Ecklage | Karl-Liebknecht-Straße 52 (Karte)                                               | Bezeichnet mit 1907 | Baugeschichtlich und straßenbildprägend von Bedeutung, mit Erker | 09250133 |
|                                         | Mietshaus in halboffener Bebauung und Ecklage | Käthe-Kollwitz-Straße 1 (Karte)                                                 | Um 1905 | Baugeschichtlich und straßenbildprägend von Bedeutung | 09250146 |
|                                         | Mietshaus in halboffener Bebauung | Käthe-Kollwitz-Straße 5 (Karte)                                                 | Um 1910 | Baugeschichtlich und städtebaulich von Bedeutung | 09250147 |
| Direkt Bild zu diesem Denkmal hochladen | Doppelwohnhaus in offener Bebauung | Käthe-Kollwitz-Straße 6, 8 (Karte)                                              | Um 1912 | Baugeschichtlich von Bedeutung, heute Bürogebäude | 09250151 |
|                                         | Mietshaus in geschlossener Bebauung | Käthe-Kollwitz-Straße 9 (Karte)                                                 | Um 1910 | Baugeschichtlich und städtebaulich von Bedeutung | 09250149 |
| Direkt Bild zu diesem Denkmal hochladen | Doppelwohnhaus (Wohnhaushälfte Nr. 12 kein Denkmal), mit Ladenvorbau an Nr. 10 und Einfriedung, in Ecklage | Käthe-Kollwitz-Straße 10 (Karte)                                                | Um 1910 | Baugeschichtlich und städtebaulich von Bedeutung, 2007 Streichung der Nummer 12 aus der Denkmalliste, nach unsachgemäßer Sanierung kein Denkmalwert mehr vorhanden | 09250155 |
|                                         | Mietshaus in geschlossener Bebauung, mit originalem Laden | Käthe-Kollwitz-Straße 11 (Karte)                                                | Um 1913 | Baugeschichtlich und städtebaulich von Bedeutung | 09250150 |
|                                         | Mietshaus in offener Bebauung | Klosterstraße 4 (Karte)                                                         | Um 1905 | Baugeschichtlich von Bedeutung | 09250158 |
|                                         | Doppelwohnhaus in halboffener Bebauung | Klosterstraße 6, 8 (Karte)                                                      | Um 1905 | Baugeschichtlich von Bedeutung | 09250157 |
|                                         | Klosterkomplex der Clarissen auf längsrechteckigem Grundriss mit mehreren Ausbauten einschließlich Klosterkapelle | Klosterstraße 9 (Karte)                                                         | 1925 | Altar und Klinkerschmuckwand der Kapelle von Friedrich Press, künstlerisch und geschichtlich, besonders ortsgeschichtlich von Bedeutung, 1925 erbaut vom Architekten Patzack, 1970 Kapelle vergrößert vom Architekten Paul aus Flöha, vielgestaltiger Baukörper mit Längsausrichtung und Dachreiter als vertikales Betonungselement (Glockenturm) | 09286404 |
| Direkt Bild zu diesem Denkmal hochladen | Ehemaliges Gartenhaus des Kupferhammerwerks (siehe Kupferhammer 4) | Kupferhammer 2 (Karte)                                                          | Um 1775 | Bau- und ortsgeschichtlich von Bedeutung, heute Wohnhaus. Zweigeschossiger Massivbau über L-förmigem Grundriss, verputzt, Mansarddach mit stehenden Gaupen, ab 1791 bis 1862 mit Kupferlaterne, ursprüngliche Fenstersprossung verloren (erheblich verändert), südlich des frühen Kupferhammers als Gartenhaus mit Gartenanlage erbaut, nach 1866 Wohnhaus auf dem Werksgelände und systematische Bebauung des Gartens mit Industriebauten. | 09254971 |
| Direkt Bild zu diesem Denkmal hochladen | Industriekomplex (ehemaliger Mühlenstandort, später Kupferwalz- und Hammerwerk) mit dem ehemaligen Verwaltungsgebäude einschließlich Laboratorium und Beizhaus, Mühlgraben-Wehranlage mit Untertunnelung und Steg sowie Einfriedung | Kupferhammer 4 (Karte)                                                          | Wohl 16. Jahrhundert (Mühlgraben); 1795 (Steg); um 1900 (Wehr); 1913/1914 (Laboratorium); um 1920 (Verwaltungsgebäude)                                                                                    | Besondere baugeschichtliche, ortshistorische und wirtschaftsgeschichtliche Bedeutung (weiteres ehemaliges Verwaltungsgebäude vgl. Kupferhammer 2, Obj. 09254971). - Verwaltungsgebäude: Glockenturm mit Uhr, Tafel am Eingang: „Aus der 1257 erstmals erwähnten Kupferschmiede entwickelte sich als eines der ältesten Bautzner Industrieunternehmen ein Kupferwalz- und Hammerwerk, das nach 1914 auch Aluminium verarbeitete. 1928/29 wurde der Betrieb in der Wirtschaftskrise stillgelegt.“ - Kulturhaus (ehemaliges Aluminiumwalzwerk): zweigeschossig, im neoklassizistischen Stil, Dreiecksgiebel, Portikus, mit dominantem Mittelrisalit, weitgehend ursprünglich erhaltenes Zeugnis einer rar werdenden Baugattung, Abbruchgenehmigung für das Kulturhaus vom 4. April 2012, Abriss 2013 | 09250451 |
|                                         | Mietvilla mit Einfriedung | Lessingstraße 1 (Karte)                                                         | Um 1895 | Baugeschichtlich von Bedeutung | 09250016 |
|                                         | Wohnhaus in offener Bebauung | Lessingstraße 1c (Karte)                                                        | Um 1920 | Baugeschichtlich von Bedeutung | 09250017 |
|                                         | Mietvilla | Lessingstraße 2 (Karte)                                                         | Um 1900/1910 | Baugeschichtlich von Bedeutung, Betonung durch Mittelrisalit, geschweifter Giebel, Fensterbekrönung, geschwungenes Portal mit Blumenornamentik. Der in Rede stehende Bau ist ein zweigeschossiger massiver Putzbau mit straßenseitig akzentuierendem geschweiften Giebel, der asymmetrisch von Erker und Holzbalkon im ersten Obergeschoss flankiert ist. Ein ausgebautes Mansarddach überfängt den Baukörper, der verschiedene Fensterformen aufweist, die ohne tiefgreifende Veränderungen erhalten geblieben sind. Das weitgehend unverfälscht erhaltene äußere Erscheinungsbild wird von einer ebenso zu großen Teilen authentisch überkommenen Innenausstattung mit originalen Kachelöfen, Türen innerhalb der Wohnungen, einem Treppenhaus mit historischen Terrazzofußböden mit farbigen Ornamenten, einem originalen schmiedeeisernen Treppengeländer mit hölzernem Handlauf ergänzt und aussagekräftig unterstützt. | 09250018 |
|                                         | Mietvilla | Lessingstraße 4 (Karte)                                                         | 1902–1903 | Repräsentative Jugendstilfassade, baugeschichtlich von Bedeutung | 09250019 |
| Weitere Bilder                          | Mietvilla in Ecklage | Lessingstraße 5 (Karte)                                                         | In Wetterfahne bezeichnet mit 1890 | Reich verzierte Klinkerfassade, baugeschichtlich und straßenbildprägend von Bedeutung, Klinkerbau mit verschiedenfarbigen Ziegeln | 09250014 |
|                                         | Wohnhaus in offener Bebauung | Lessingstraße 6 (Karte)                                                         | Um 1900 | Baugeschichtlich und städtebaulich von Bedeutung | 09250020 |
| Weitere Bilder                          | Amts- und Landgericht mit ehemaligem Untersuchungshaftgebäude (Sachgesamtheit) | Lessingstraße 7 (Weigangstraße 8a) (Karte)                                      | 1902–1906 | Sachgesamtheit Amts- und Landgericht mit ehemaligem Untersuchungshaftgebäude mit folgenden Einzeldenkmalen: als Amts- und Landgericht errichtetes Justizgebäude mit angebautem westlichen Tordurchgang und Pforte zum Hof sowie östlicher Einfriedungsmauer mit Tordurchgang und Pforte zum Hof (siehe Einzeldenkmalliste unter gleicher Anschrift – Obj. 09250065), mehrteiliger Gebäudekomplex des ehemaligen Untersuchungshaftgefängnisses (jetzt Gedenkstätte), östlicher Verwaltungsbau, östliche Schleuse als Zugang zum Gefängnishof und nördlicher ummauerter Bereich für den Hofgang mit strahlenförmig angelegten internen Mauern sowie Gefängnismauer im Hof zwischen Amtsgericht und Untersuchungshaftgebäude (siehe Einzeldenkmalliste unter Weigangstraße 8a – Obj. 09250529) und folgenden Sachgesamtheitsteilen: nordöstliche Garagen, Hofräume und Einfriedungsmauern um das Untersuchungshaftgelände; baugeschichtlich, geschichtlich und wissenschaftlich von Bedeutung | 09304189 |
| Weitere Bilder                          | Als Amts- und Landgericht errichtetes Justizgebäude mit angebautem westlichen Tordurchgang und Pforte zum Hof sowie östliche Einfriedungsmauer mit Tordurchgang und Pforte zum Hof (Einzeldenkmale zu ID-Nr. 09304189) | Lessingstraße 7 (Karte)                                                         | 1902–1906 | Einzeldenkmale der Sachgesamtheit Amts- und Landgericht mit ehemaligem Untersuchungshaftgebäude; historistischer Dreiflügelbau mit aufwändiger Fassade und reicher Dachlandschaft, baugeschichtlich, geschichtlich und wissenschaftlich von Bedeutung. Gebäudekomplex auf U-förmigem Grundriss, viergeschossiger lang gestreckter Bau aus Haustein mit reich dekoriertem Mittelrisalit, Vorhangbogenfenstern, seitlichen Erkern, polygonalen Kuppeln und Zwerchhäusern, der Haupteingang mit drei Rundbögen, Eckrisalite mit polygonalen Schmuckerkern, reicher Bauschmuck in spätgotischen- und Jugendstilformen, Seitenflügel ebenfalls durch Risalitordnung gestaltet, vielgestaltige Dachlandschaft, Architektur in bewusster Anlehnung an die Ortenburg, die zwei seitlichen Tordurchgänge zum Hof mit reich verzierten schmiedeeisernen Toren und Leutepforten. | 09250065 |
|                                         | Wohnhaus in offener Bebauung | Lessingstraße 8 (Karte)                                                         | Um 1905 | Reiche Fassadengestaltung, baugeschichtlich und städtebaulich von Bedeutung | 09250021 |
|                                         | Wohnhaus in Ecklage und in offener Bebauung, baulich verbunden mit Taucherstraße 24 | Lessingstraße 10 (Karte)                                                        | Um 1890 | Baulich verbunden mit Taucherstraße 24, baugeschichtlich und städtebaulich von Bedeutung | 09250022 |
| Weitere Bilder                          | Verwaltungsgebäude in offener Bebauung | Löbauer Straße 1 (Karte)                                                        | Nach 1954 ff., bis 1976 | Heute Berufsakademie Sachsen, Staatliche Studienakademie Bautzen, Ingenieurschule für Maschinenbau, architekturgeschichtlich und ortsgeschichtlich von Bedeutung, Seitenbetonung durch Turm | 09250413 |
| Weitere Bilder                          | Taucherkirche (Einzeldenkmal zu ID-Nr. 09301756) | Löbauer Straße 1b (Karte)                                                       | Im Tympanon bezeichnet mit 1598 | Einzeldenkmal der Sachgesamtheit Taucherfriedhof und Michaelisfriedhof; baugeschichtlich und ortsgeschichtlich von Bedeutung. Saalkirche mit Emporen, ursprünglich 1523 als Spitalkirche angelegt, häufig verändert, heute schlichter, flachgedeckter Saal des 17. Jahrhunderts, dreiseitig geschlossene Emporen an Nord- und Westwand, Steildach mit Dachreiter. | 09250414 |
| Weitere Bilder                          | Taucherfriedhof und Michaelisfriedhof (Sachgesamtheit) | Löbauer Straße 3 (Karte)                                                        | 1523 (Weihe des Taucherfriedhofs) | Künstlerisch, wissenschaftlich, ortsgeschichtlich und landschaftsgestaltend von Bedeutung. | 09301756 |
| Weitere Bilder                          | Zwei Kapellen, eine Feierhalle, Friedhofskanzlei (Verwaltungsgebäude), neun Grufthäuser, 139 Grabmale, zwei Grabanlagen, zwei Kriegerdenkmale, zwei Mahn- und Gedenkstätten, Einfriedungsmauer mit drei Friedhofsportalen und Friedhofsgärtnerei (Einzeldenkmale zu ID-Nr. 09301756) | Löbauer Straße 3 (Karte)                                                        | 1558 (sechseckige Kapelle); nach 1900 (Kapelle auf dem Michaelisfriedhof); 1701–1930 (Grufthäuser); 1878 (Einsegnungshalle); um 1900 (Friedhofsverwaltung); nach 1900 (Kapelle auf dem Michaelisfriedhof) | Einzeldenkmale der Sachgesamtheit Taucherfriedhof und Michaelisfriedhof; künstlerisch, wissenschaftlich und ortsgeschichtlich von Bedeutung. Zwei hintereinander liegende Friedhöfe mit gemeinsamem Eingang, mit Grabdenkmälern und Grüften sowie Einsegnungshalle und Trauerhalle, sechseckige Kapelle war früher Beinhaus (1813 stark beschädigt), auf dem Michaelisfriedhof das Grab des sorbischen Lehrers und Schriftstellers Jurij Wjela (1892–1969) ist kein Einzeldenkmal, Grabdenkmäler (aufwendig und qualitätvoll gestaltet) sowie Grüfte des 17./18. und 19. Jahrhunderts. | 09250415 |
|                                         | Mietshaus in offener Bebauung | Löbauer Straße 5 (Karte)                                                        | Um 1895 | Baugeschichtlich von Bedeutung, Klinkerbau mit Eckquaderung (gelber Klinker) | 09250416 |
|                                         | Mietshaus in Ecklage und offener Bebauung, baulich verbunden mit Taucherstraße 2 | Löbauer Straße 10 (Karte)                                                       | Um 1910 | Baulich verbunden mit Taucherstraße 2, baugeschichtlich, städtebaulich und straßenbildprägend von Bedeutung | 09250001 |
|                                         | Wohnhaus in offener Bebauung | Löbauer Straße 15 (Karte)                                                       | Um 1895 | Baugeschichtlich von Bedeutung, mit Mittelrisalit und Giebel, Holzveranda | 09250417 |
|                                         | Wohn- und Geschäftshaus mit Ladenzone, in Ecklage | Löbauer Straße 16 (Mättigstraße 2) (Karte)                                      | Um 1870/1880 | Baugeschichtlich und straßenbildprägend von Bedeutung, siehe auch Mättigstraße 2, Betonung durch abgeschrägte Ecke mit Balkon, daran originales Gitter | 09250080 |
|                                         | Mietvilla | Löbauer Straße 17 (Karte)                                                       | In Wetterfahne bezeichnet mit 1900 | Im Heimatstil errichtet, baugeschichtlich von Bedeutung, Villa mit seitlichem Turm, Holzveranden, Holzornamentik im überkragenden Giebel | 09250418 |
| Direkt Bild zu diesem Denkmal hochladen | Mietshaus in Ecklage und offener Bebauung | Löbauer Straße 23 (Karte)                                                       | Um 1905 | Städtebaulich von Bedeutung | 09250421 |
|                                         | Wohnhaus mit Einfriedung, in offener Bebauung | Löhrstraße 16 (Karte)                                                           | Bezeichnet mit 1906 | Baugeschichtlich und städtebaulich von Bedeutung, mit Farbglasfenstern, Geländer | 09250232 |
|                                         | Wohnhaus mit Einfriedung | Löhrstraße 18 (Karte)                                                           | Um 1905 | Baugeschichtlich und städtebaulich von Bedeutung | 09251019 |
|                                         | Mietshaus in geschlossener Bebauung und Ecklage | Löhrstraße 28 (Karte)                                                           | Um 1905 | Mit Erkern und Mittelrisalit, baugeschichtlich und straßenbildprägend von Bedeutung | 09250136 |
|                                         | Mietvilla | Martin-Hoop-Straße 1 (Karte)                                                    | Um 1905/1910 | Baugeschichtlich von Bedeutung, rückwärtig Veranda | 09250057 |
|                                         | Mietvilla mit Einfriedung | Martin-Hoop-Straße 2 (Karte)                                                    | Um 1890 | Baugeschichtlich und städtebaulich von Bedeutung, mit erkerartigem Vorbau, rückwärtig Türvorbau (1912) | 09250058 |
|                                         | Mietvilla mit Einfriedung | Martin-Hoop-Straße 3 (Karte)                                                    | Um 1905/1910 | Baugeschichtlich von Bedeutung, asymmetrische Gliederung, rückwärtig Veranda | 09250056 |
|                                         | Mietvilla mit Einfriedung, später erbauter Gartenpavillon und Garage | Martin-Hoop-Straße 4 (Karte)                                                    | Um 1890 | Baugeschichtlich von Bedeutung, Portal verändert | 09250117 |
|                                         | Mietvilla mit Einfriedung in Ecklage | Martin-Hoop-Straße 5 (Karte)                                                    | Um 1900/1905 | Baugeschichtlich von Bedeutung | 09251024 |
|                                         | Mietvilla mit Einfriedung in Ecklage | Martin-Hoop-Straße 6 (Karte)                                                    | Um 1890 | Baugeschichtlich von Bedeutung | 09250059 |
|                                         | Mietshaus in offener Bebauung | Martin-Hoop-Straße 7 (Karte)                                                    | Um 1905 | Baugeschichtlich von Bedeutung, unregelmäßige Fassadengliederung | 09250316 |
|                                         | Doppelwohnhaus in offener Bebauung | Martin-Hoop-Straße 8, 10 (Karte)                                                | Um 1910 | Baugeschichtlich von Bedeutung | 09250118 |
|                                         | Mietvilla | Martin-Hoop-Straße 9 (Karte)                                                    | Um 1905 | Baugeschichtlich von Bedeutung, Villa mit vorgezogenem Mittelteil, Putzdekor | 09250315 |
|                                         | Mietvilla | Martin-Hoop-Straße 11 (Karte)                                                   | Um 1905 | Baugeschichtlich von Bedeutung, unregelmäßige Fassadengliederung | 09250314 |
|                                         | Doppelmietshaus mit dazugehörigem Rückgebäude, in offener Bebauung | Martin-Hoop-Straße 12, 12a (Karte)                                              | Um 1910 | Baugeschichtlich von Bedeutung | 09250119 |
|                                         | Mietshaus in offener Bebauung | Martin-Hoop-Straße 13 (Karte)                                                   | Um 1905/1910 | Baugeschichtlich von Bedeutung, Eckerker im Erdgeschoss, runder Eckturm, hölzerne Veranda, Balkon mit originalem Eisengeländer | 09250313 |
|                                         | Mietvilla in Ecklage | Martin-Hoop-Straße 14 (Karte)                                                   | Um 1895 | Baugeschichtlich und städtebaulich von Bedeutung, zweigeschossiger Putzbau mit verbrochener Ecke und Betonung durch einen Eckturm, Längsseitenbetonung durch Volutengiebel, Erdgeschoss Rundbogenfenster, Steingewände, reiche Dachlandschaft | 09300789 |
|                                         | Mietvilla | Martin-Hoop-Straße 14a (Karte)                                                  | Um 1900 | Baugeschichtlich von Bedeutung, Mietvilla von unregelmäßiger Fassadenbildung auf Klinkersockel, originale Tür, rückwärtig Holzveranda | 09250336 |
|                                         | Mietvilla | Martin-Hoop-Straße 15 (Karte)                                                   | Nach 1895 | Baugeschichtlich von Bedeutung, mit Erker | 09250351 |
|                                         | Mietvilla | Martin-Hoop-Straße 16 (Karte)                                                   | Um 1895 | Mit historistischer Formensprache, die Straßenfassade besonders betont durch bis zum Dach hochgeführten Mittelrisalit mit barockisierendem Giebel, baugeschichtlich von Bedeutung, mit Mansarddach, Fassadengliederung durch Risalite bzw. risalitartige Versetzungen und unterschiedliche Verdachungen der Fenster (gerade, Rundgiebel, Dreieckgiebel), Dachgaupen mit kleinen Voluten, profilierte Fenstergewände, größtenteils originale Fenstersprossung, innen Wohnungstüren, Außen-WC-Türen, Fußbodenfliesen im Treppenhaus erhalten | 09250450 |
|                                         | Mietvilla mit Einfriedung | Martin-Hoop-Straße 17 (Karte)                                                   | Nach 1895 | Baugeschichtlich von Bedeutung, mit hölzerner Veranda | 09250350 |
| Direkt Bild zu diesem Denkmal hochladen | Mietvilla | Martin-Hoop-Straße 18 (Karte)                                                   | 1898/1900 | Baugeschichtlich von Bedeutung, Mietvilla mit Mittelrisalit und mit Giebel in gotisierenden Formen | 09250335 |
|                                         | Mietvilla | Martin-Hoop-Straße 19 (Karte)                                                   | Nach 1895 | Architekturgeschichtlich und städtebaulich von Bedeutung, zweigeschossiger Putzbau mit original erhaltener Grundrissstruktur, Mansard-Dachgeschoss ausgebaut, turmartiger Eckvorbau mit geschweiftem Turmaufsatz, verschiedene Putzdekorationen zwischen den Geschossen jeweils unter den Fenstern an den Fassaden, rückseitig (Hof) hölzerne Veranden rechtsseitig neben Treppenaufgang, leider schon viele neuere (ungesproßte) Fenster, profilierte Gesimse und Fensterbänke | 09251221 |
|                                         | Mietvilla | Martin-Hoop-Straße 21 (Karte)                                                   | Nach 1895 | Baugeschichtlich von Bedeutung, Villa mit reich verzierter Veranda | 09250349 |
|                                         | Mietvilla in Ecklage | Martin-Hoop-Straße 22 (Karte)                                                   | Um 1895 | Baugeschichtlich von Bedeutung, Mittelbetonung durch Risalit und Giebel, Holzveranda an der Ecke | 09250334 |
|                                         | Mietvilla in Ecklage | Martin-Hoop-Straße 23 (Karte)                                                   | Nach 1895 | Baugeschichtlich von Bedeutung, mit reich verzierter Fassade, hölzerner Veranda und Gartenhaus | 09250348 |
|                                         | Mietvilla mit Einfriedung | Martin-Hoop-Straße 24 (Karte)                                                   | Um 1905/1910 | Baugeschichtlich von Bedeutung, mit erkerartigem Vorbau, zweiachsiger Mittelrisalit, Veranda | 09250370 |
|                                         | Doppelwohnhaus in Ecklage und in offener Bebauung | Martin-Hoop-Straße 25 (Karte)                                                   | Um 1910/1920 | Baugeschichtlich von Bedeutung | 09250366 |
|                                         | Doppelwohnhaus in offener Bebauung | Martin-Hoop-Straße 27 (Karte)                                                   | Um 1910/1920 | Baugeschichtlich von Bedeutung | 09250367 |
|                                         | Wohnhaus in offener Bebauung | Martin-Hoop-Straße 28 (Karte)                                                   | Um 1895 | Baugeschichtlich von Bedeutung, Betonung durch zweiachsigen Mittelrisalit mit mehrfach geschweift-getrepptem Giebel (beidseitig mit geschweiftem Giebel) | 09250374 |
|                                         | Doppelwohnhaus in offener Bebauung | Martin-Hoop-Straße 29 (Karte)                                                   | Um 1910 | Baugeschichtlich von Bedeutung, Wohnhaus mit asymmetrischem Baukörper, rückwärtig Anbau (um 1925) | 09250368 |
|                                         | Mietvilla | Martin-Hoop-Straße 30 (Karte)                                                   | 1905/1910 | Baugeschichtlich von Bedeutung, neobarocke Formgebungen, geschweifter Giebel, Runderker (in Mitte), originaler Putz, Farbglasfenster, originale Türen, Fliesen und Geländer im Treppenhaus | 09250375 |
|                                         | Doppelwohnhaus mit Resten der Einfriedung, in offener Bebauung | Martin-Hoop-Straße 31 (Karte)                                                   | Um 1910 | Baugeschichtlich von Bedeutung, asymmetrischer Baukörper, ohne Anbau | 09250369 |
| Weitere Bilder                          | Mietshaus mit Pfeilern der alten Einfriedung, in Ecklage | Martin-Hoop-Straße 32 (Karte)                                                   | Um 1905 | Repräsentatives Gebäude baugeschichtlich von Bedeutung, Jugendstil, reicher Fassadenschmuck, rustizierter Turm | 09250156 |
| Weitere Bilder                          | Wohnhäuser mit Resten älterer Einfriedung | Martin-Hoop-Straße 33, 35, 37 (Karte)                                           | Um 1910 | Bilden ein Ensemble in offener Bebauung, baugeschichtlich von Bedeutung | 09250371 |
|                                         | Wohn- und Geschäftshaus mit Ladenzone in offener Bebauung und Ecklage | Mättigstraße 2 (Hauptanschrift: Löbauer Straße 16) (Karte)                      | Um 1870/1880 | Baugeschichtlich und straßenbildprägend von Bedeutung, siehe auch Mättigstraße 2, Betonung durch abgeschrägte Ecke mit Balkon, daran originales Gitter | 09250080 |
|                                         | Wohnhaus in offener Bebauung | Mättigstraße 6 (Karte)                                                          | Im Dreiecksgiebel bezeichnet mit 1889 | Baugeschichtlich von Bedeutung, Mittelrisalit, darüber Dachausbau mit hölzernem Schmuck im Giebel | 09250083 |
|                                         | Wohnhaus in offener Bebauung | Mättigstraße 10 (Karte)                                                         | Um 1885/1890 | Baugeschichtlich von Bedeutung, Mittelrisalit, darüber Dachausbau | 09250084 |
|                                         | Mietshaus mit Einfriedung, in Ecklage, baulich verbunden mit Thomas-Mann-Straße 10 | Mättigstraße 14 (Karte)                                                         | Um 1910/1915 | Baugeschichtlich von Bedeutung, Holzveranda | 09250070 |
|                                         | Mietshaus in offener Bebauung | Mättigstraße 16, 18, 20 (Karte)                                                 | Um 1910 | Mit symmetrisch gestalteter Fassade, baugeschichtlich von Bedeutung, Mittel- und Seitenbetonung durch Holzveranden | 09250069 |
|                                         | Mietshaus in offener Bebauung | Mättigstraße 17 (Karte)                                                         | Um 1910 | Baugeschichtlich von Bedeutung, mit Mittelgiebel und zwei Balkons | 09250309 |
|                                         | Mietshaus in offener Bebauung | Mättigstraße 21 (Karte)                                                         | Bezeichnet mit 1909 | Baugeschichtlich von Bedeutung, bezeichnet mit „ANNO 1909“ (im Mittelrisalit auf Schmucktafeln) | 09250308 |
| Weitere Bilder                          | Mietshaus in Ecklage und in offener Bebauung | Mättigstraße 22 (Karte)                                                         | Um 1910/1915 | Baugeschichtlich von Bedeutung, villenartig stilisiert | 09250068 |
|                                         | Mietshaus in Ecklage und in offener Bebauung | Mättigstraße 23 (Karte)                                                         | Um 1910 | Baugeschichtlich von Bedeutung, mit Veranden, Mittelbetonung, Putzdekor | 09250100 |
|                                         | Mietshaus in offener Bebauung | Mättigstraße 25 (Karte)                                                         | Um 1910/1915 | Baugeschichtlich von Bedeutung, Mittelrisalit, Putzdekor, originale Fensterläden, rückwärtig Holzveranda | 09250101 |
|                                         | Mietvilla mit originalen Zaunsäulen | Mättigstraße 27 (Karte)                                                         | Um 1910 | Baugeschichtlich von Bedeutung, Villa mit vorgezogenem turmartigen Mittelteil und seitlicher Veranda, rückwärtig Gebäude (Dienstwohnung?) | 09250307 |
|                                         | Schulgebäude (3. Grundschule; Ostschule) | Mättigstraße 29 (Karte)                                                         | Im Sockel bezeichnet mit 1908 | Baugeschichtlich und ortsgeschichtlich von Bedeutung, unregelmäßige Baugruppe | 09250306 |
| Direkt Bild zu diesem Denkmal hochladen | Mietvilla mit Einfriedung | Mättigstraße 30 (Karte)                                                         | Um 1900/1905 | Baugeschichtlich von Bedeutung, unregelmäßige Mittelbetonung | 09250055 |
|                                         | Schulgebäude | Mättigstraße 31 (Karte)                                                         | Um 1890 | Bildet ein Grundstück mit Erich-Pfaff-Straße 1, baugeschichtlich und ortsgeschichtlich von Bedeutung, Klinkerbau | 09250305 |
|                                         | Villa in Ecklage mit Einfriedung | Mättigstraße 33 (Karte)                                                         | Um 1910 | Baugeschichtlich von Bedeutung, Mittelbetonung, halbrunder Erker, Putzornamentik (ehemals zugehöriges Nebengebäude mit Garage unter Erich-Pfaff-Straße 2) | 09250063 |
|                                         | Mietvilla mit Teilen der originalen Einfriedung | Mättigstraße 34 (Karte)                                                         | Um 1895 | Baugeschichtlich von Bedeutung, mit seitlich vorgezogenem Erker | 09250325 |
|                                         | Villa mit Einfriedung | Mättigstraße 35 (Karte)                                                         | Um 1910 | Erbaut im Reformstil der Zeit um 1910, baugeschichtlich von Bedeutung, Mittelbetonung, Portal von zwei Runderkern flankiert, originale Tür, Schmuckornamentik, ovaler Okulus, hölzerner Pavillon, Glasfenster, rückwärtig originale Gartenanlage, seitlich Treppenturm | 09250062 |
|                                         | Mietvilla | Mättigstraße 36 (Karte)                                                         | Um 1895 | Baugeschichtlich von Bedeutung, Villa mit seitlich vorgezogenem Erker, darüber Holzveranda | 09250324 |
|                                         | Mietvilla mit Einfriedung | Mättigstraße 37 (Karte)                                                         | Um 1910 | Baugeschichtlich von Bedeutung, asymmetrische Fassadengliederung | 09250061 |
|                                         | Mietvilla mit Einfriedung | Mättigstraße 38 (Karte)                                                         | Um 1895 | Baugeschichtlich von Bedeutung, Villa mit seitlich vorgezogenem Erker, darüber Balkon, rückseitig Holzveranda, Putzdekor um 1910, Relief | 09250323 |
|                                         | Mietvilla (heute Kindergarten) und Beton-Zaunsäulen der komplett erhaltenen, bauzeitlichen Einfriedung | Mättigstraße 39 (Karte)                                                         | Um 1910 | Baugeschichtliche Bedeutung, asymmetrische Fassadengliederung mit Putzornamentik und Gittern | 09250060 |
|                                         | Mietvilla | Mättigstraße 43 (Karte)                                                         | Um 1895 | Baugeschichtlich von Bedeutung, Villa mit Mittelrisalit, darüber Dachausbau | 09250317 |
|                                         | Mietshaus in offener Bebauung | Mättigstraße 45 (Karte)                                                         | Um 1905 | Baugeschichtlich von Bedeutung, unregelmäßige Fassadengliederung | 09250318 |
|                                         | Mietvilla mit Einfriedung | Mättigstraße 47 (Karte)                                                         | Um 1895 | Baugeschichtlich von Bedeutung, Villa mit vorgezogenem Mittelrisalit, Erker, darüber Balkon, Treppenhaus | 09250319 |
|                                         | Mietvilla | Mättigstraße 49 (Karte)                                                         | Um 1910 | Baugeschichtlich von Bedeutung, unregelmäßige Fassadengliederung | 09250320 |
|                                         | Mietvilla mit Einfriedung und Hintergebäude | Muskauer Straße 10 (Karte)                                                      | 1901 | Baugeschichtlich von Bedeutung, Villa mit unregelmäßiger Fassadengliederung, originale Farbglasfenster, Holzveranda, Einfriedung: Holz, Stein, Keramik | 09250464 |
| Direkt Bild zu diesem Denkmal hochladen | Wohnhaus in offener Bebauung | Muskauer Straße 12 (Karte)                                                      | Um 1890 | Baugeschichtlich von Bedeutung, Mittelbetonung, Giebel, originale Fenster, Fensterbekrönung | 09250463 |
| Direkt Bild zu diesem Denkmal hochladen | Wohnhaus in offener Bebauung | Muskauer Straße 21 (Karte)                                                      | Um 1895 | Baugeschichtlich von Bedeutung, Villa mit Mittelbetonung, spitzer Giebel mit Putz- und Holzornamentik, Putzgliederung | 09250465 |
| Weitere Bilder                          | Dampflokomotive BR 52 8056-5 mit Tender auf Sockel sowie Wasserkran und Kriegerdenkmal zu Ehren der im Ersten Weltkrieg gefallenen Eisenbahner | Packhofstraße (Karte)                                                           | 1931 (Kriegerdenkmal Erster Weltkrieg); 1943 (Lokomotive) | Eisenbahngeschichtlich und technikgeschichtlich von Bedeutung. - Leichte Güterzuglokomotive, Bauart 1Eh2, Betriebsgattung 56.15, so genannte Kriegslokomotive der Baureihe 52, entwickelt ab 1942 aus der Einheitslokomotive Baureihe 50, 1943 bei der Wiener Lokomotivfabrik AG, Wien-Floridsdorf gebaut, Fabrik-Nummer 16231, Betriebsnr.: 52 6778, mit Wannentender, Bauart T 30, 1962 Generalreparatur, Einbau eines Neubaukessels, Umbau des Fahrgestells beim RAW Stendal, neue Betriebsnr.: 52 8056, eine von 200 bei der Deutschen Reichsbahn zwischen 1960 und 1970 mit Hochleistungskesseln ausgestatteten Maschinen und – ab 1964 beim Bw Bautzen – erste ihrer Art in der Oberlausitz stationierte, 30. Dezember 1986 Außerdienststellung, 2003 Aufstellung als Denkmal - Technische Daten: Leergewicht: 77,5 t; Dienstgewicht: 85,7 t; Kolbenhub: 660 mm; Treibrad-Durchmesser: 1400 mm; maximale Geschwindigkeit: 80 km/h; Wasservorrat: 30 m³; Kohlenvorrat: 10 t; Tender-Leergewicht: 18,7 t; Tender-Dienstgewicht: 58,7 t; Gesamtlaufleistung: 2.309.083 km - Kriegerdenkmal: Granitblock auf Sockel, grob geprellt, mit Kupfertafel „Den gefallenen Eisenbahnern zum Gedächtnis / 1914 (Eisernes Kreuz) 1918“, darunter Kupferschale mit Bautzener Stadtwappen, bezeichnet: „17. Mai 1931“, Sockel bezeichnet: „EM“ (Erich Matykwicz, Bautzen), 25 Eisenbahnern der Dienststelle Bautzen und Umgebung von der Freien Vereinigung der Kriegsteilnehmer 1914 bis 1918 der Deutschen Reichsbahn (Bezirksgruppe Bautzen) gestiftet, Einweihung: 17. Mai 1931, geschichtlich von Bedeutung Translozierung: Kriegerdenkmal zu Ehren der im Ersten Weltkrieg gefallenen Eisenbahner, Dampflok, Tender und Wasserkran mit neuem Standort ab 18. September 2017 von Rathenauplatz 1 (alt) zur Packhofstraße (neu) | 09250503 |
| Direkt Bild zu diesem Denkmal hochladen | König-Albert-Kaserne (Infanterie): ehemaliges Kasernengebäude (Nr. 2a, 2b, 2c), Lagerhalle, nur hinterer Teil (Nr. 2e) und Fabrikgebäude (Nr. 2d) | Paul-Neck-Straße 2a, 2b, 2c, 2d, 2e (Karte)                                     | 1875–1877 | Kasernengebäude, später Fabrikgebäude zur Herstellung von Handtüchern bzw. Wohnhaus, militärgeschichtlich und ortsgeschichtlich von Bedeutung, 2013 beträchtlicher Brandschaden im Dachbereich | 09250423 |
| Direkt Bild zu diesem Denkmal hochladen | Wohnhausgruppe in offener Bebauung | Paul-Neck-Straße 4, 6, 8 (Karte)                                                | Um 1920 | Ehemaliges Postbeamtenwohnhaus, baugeschichtlich und sozialgeschichtlich von Bedeutung, Dachausbau, symmetrische Fassadengestaltung, mit seitlichen Balkons abgerundet, originale Fensterläden im ersten Obergeschoss | 09250430 |
| Direkt Bild zu diesem Denkmal hochladen | Mehrfamilienhaus | Paul-Neck-Straße 10, 12 (Dr.-Salvador-Allende-Straße 5) (Karte)                 | Um 1920 | Ehemaliges Postbeamtenwohnhaus, baugeschichtlich und sozialgeschichtlich von Bedeutung, asymmetrische Fassadengestaltung, seitlich Balkon (Rundbogen) | 09250435 |
|                                         | Villa | Paulistraße 2 (Karte)                                                           | Um 1890 | Baugeschichtlich von Bedeutung, mit seitlichem Treppenhaus und hölzerner Veranda, Stuckelemente | 09250086 |
|                                         | Wohnhaus in offener Bebauung | Paulistraße 4 (Karte)                                                           | Um 1890 | Baugeschichtlich von Bedeutung | 09250087 |
|                                         | Mietshaus in Ecklage und in offener Bebauung | Paulistraße 6 (Karte)                                                           | Um 1885/1890 | Baugeschichtlich von Bedeutung, Hauptfassade mit Mittelrisalit, darüber Dachausbau, Schnitzerei im Giebel | 09250088 |
|                                         | Mietshaus mit originaler Einfriedung, in offener Bebauung | Paulistraße 8 (Karte)                                                           | 1905/1910 | Baugeschichtlich von Bedeutung, Verandavorbau seitlich | 09250094 |
|                                         | Mietvilla | Paulistraße 10 (Karte)                                                          | 1905/1910 | Baugeschichtlich von Bedeutung, Hauptfassade mit Mittelrisalit, Eckerker, originale Glasfenster im Treppenhaus, alte Türen | 09250095 |
|                                         | Villa mit Einfriedung, in Ecklage | Paulistraße 13 (Karte)                                                          | 1912 | Baugeschichtlich von Bedeutung | 09250359 |
|                                         | Mietshaus in offener Bebauung | Paulistraße 14 (Karte)                                                          | Um 1900 | Mit zinnenbekröntem Mittelgiebel und beidseitigen Loggien, Fassade vermutlich nachträglich geglättet, baugeschichtlich von Bedeutung, Treppengiebel über dem Mittelrisalit, seitlich hölzerne Veranden | 09250096 |
| Direkt Bild zu diesem Denkmal hochladen | Wohnhaus mit Einfriedung in offener Bebauung | Paulistraße 21 (Karte)                                                          | Um 1920 | Baugeschichtlich von Bedeutung | 09250355 |
|                                         | Wohnhaus mit Einfriedung, in offener Bebauung | Paulistraße 23 (Karte)                                                          | Um 1920 | Baugeschichtlich von Bedeutung | 09250356 |
| Direkt Bild zu diesem Denkmal hochladen | Wohnhaus mit Einfriedung, in offener Bebauung | Paulistraße 25 (Karte)                                                          | Um 1920 | Baugeschichtlich von Bedeutung | 09250357 |
|                                         | Mietshaus mit originaler Einfriedung, in offener Bebauung | Paulistraße 26 (Karte)                                                          | Um 1910/1915 | Baugeschichtlich von Bedeutung, Mittelrisalit, Putzdekor | 09250311 |
| Weitere Bilder                          | Mietshaus mit originaler Einfriedung, in offener Bebauung | Paulistraße 28 (Karte)                                                          | Bezeichnet mit 1911 | Baugeschichtlich von Bedeutung, segmentförmig vorgezogenes Mittelteil und seitlicher Erker | 09250312 |
| Direkt Bild zu diesem Denkmal hochladen | Mietvilla mit Einfriedung | Paulistraße 30 (Karte)                                                          | Bezeichnet mit 1896 | Baugeschichtlich von Bedeutung, im Giebel Inschrift: DS 1992 | 09250121 |
| Direkt Bild zu diesem Denkmal hochladen | Mietshaus in offener Bebauung | Paulistraße 32 (Karte)                                                          | Im Giebel bezeichnet mit 1899 | Baugeschichtlich von Bedeutung, mit Loggia-Einbauten | 09250122 |
|                                         | Doppelwohnhaus mit zwei Pfortenhäuschen und Einfriedung, in offener Bebauung | Paulistraße 33, 35 (Karte)                                                      | Bezeichnet mit 1912 (Doppelwohnhaus); 1912 (Pfortenhäuschen) | Im Reformstil der Zeit um 1910 errichtet, baugeschichtlich von Bedeutung | 09250353 |
| Direkt Bild zu diesem Denkmal hochladen | Mietshaus in offener Bebauung | Paulistraße 34 (Karte)                                                          | Um 1890 | Baugeschichtlich von Bedeutung | 09250123 |
|                                         | Mietvilla in Ecklage | Paulistraße 37 (Karte)                                                          | Nach 1895 | Baugeschichtlich von Bedeutung, mit Eckerker | 09250352 |
|                                         | Mietshaus in Ecklage und in offener Bebauung | Paulistraße 39 (Karte)                                                          | Um 1895 | Baugeschichtlich von Bedeutung, Mietshaus mit Geschäft im Erdgeschoss, über Eck gestellter Säulenportikus mit Giebel, seitlich Holzveranda, irrtümlicherweise unter Martin-Hoop-Straße 14 erfasst | 09250337 |
| Direkt Bild zu diesem Denkmal hochladen | Mietshaus in offener Bebauung | Paulistraße 41 (Karte)                                                          | Um 1890 | Baugeschichtlich von Bedeutung, Mietshaus mit Mittelrisalit | 09250338 |
| Direkt Bild zu diesem Denkmal hochladen | Mietvilla | Paulistraße 43 (Karte)                                                          | 1903 | Baugeschichtlich von Bedeutung, mit unregelmäßiger Fassadengliederung und neobarockem Putzdekor | 09250339 |
| Direkt Bild zu diesem Denkmal hochladen | Mietvilla mit Resten der originalen Einfriedung | Paulistraße 45 (Karte)                                                          | Um 1890 | Baugeschichtlich von Bedeutung, mit Mittelrisalit und späterem Erker- und Balkonanbau | 09250340 |
| Direkt Bild zu diesem Denkmal hochladen | Mietvilla und Einfriedung | Paulistraße 47 (Karte)                                                          | Um 1900 | Baugeschichtlich von Bedeutung, mit unregelmäßiger Fassadengliederung, Giebel | 09250341 |
|                                         | Einfriedung | Paulistraße 63 (Karte)                                                          | Um 1900 | Straßenbildprägend von Bedeutung, Granitpfosten mit schmiedeeisernen Zaunsfeldern, florale Motive, Eckbetonung durch ca. 3 m hohe Mauer mit Putzgliederung | 09250126 |
| Weitere Bilder                          | Bahnhof Bautzen einschließlich des zugehörigen Hausbahnsteigs mit Überdachung, dem Gebäude der ehemaligen Post, dem Gebäude des Taxistandes auf dem Bahnhofsvorplatz und einem Kriegerdenkmal zu Ehren der im Ersten Weltkrieg gefallenen Eisenbahner | Rathenauplatz 1 (Karte)                                                         | 1846 (Personenbahnhof); um 1900 (Empfangsgebäude); um 1910 (ehemalige Post); 1931 (Kriegerdenkmal Erster Weltkrieg); um 1935 (Taxistand)                                                                  | Baugeschichtliche und verkehrsgeschichtliche Bedeutung. | 09251181 |
|                                         | Mietvilla in Ecklage | Rathenauplatz 2 (Karte)                                                         | Um 1895 | Baugeschichtlich von Bedeutung, Betonung durch Mittelrisalit | 09250361 |
| Direkt Bild zu diesem Denkmal hochladen | Wohnhaus in geschlossener Bebauung | Schäfferstraße 4 (Karte)                                                        | 2. Hälfte 19. Jahrhundert | Baugeschichtlich und städtebaulich von Bedeutung, Gauben, originaler Putz, Putzornamentik unter Fenstern | 09250462 |
| Direkt Bild zu diesem Denkmal hochladen | Wohnhaus in geschlossener Bebauung | Schäfferstraße 6 (Karte)                                                        | 2. Hälfte 19. Jahrhundert | Baugeschichtlich und städtebaulich von Bedeutung, Gaupen, Putzornamentik unter Fenstern (neu renoviert) | 09250461 |
| Direkt Bild zu diesem Denkmal hochladen | Wohnhaus in geschlossener Bebauung | Schäfferstraße 8 (Karte)                                                        | Um 1900 | Baugeschichtlich und städtebaulich von Bedeutung, Gauben, Fensterbekrönung | 09250460 |
| Direkt Bild zu diesem Denkmal hochladen | Wohnhaus in geschlossener Bebauung | Schäfferstraße 10 (Karte)                                                       | Um 1900 | Barockgiebel, Fenstergewände und Erdgeschossgestaltung erhalten, integrativer Bestandteil des Straßenbildes, baugeschichtlich und städtebaulich von Bedeutung, dreigeschossig, massiv, sechs Achsen, originale Fenstersprossung nicht erhalten, Erdgeschoss mit Putznutung und Segmentbogenfenster, in den Baukörper zurückgesetzter Eingang, originales Türblatt | 09250496 |
| Direkt Bild zu diesem Denkmal hochladen | Wohnhaus in geschlossener Bebauung | Schäfferstraße 13 (Karte)                                                       | 2. Hälfte 19. Jahrhundert | Baugeschichtlich von Bedeutung, zweigeschossig, massiv, Dachhäuschen mit Sternornament, Fenstergewände profiliert, altes Türblatt, Gurtgesimse, Putzgliederung und Dachhäuschengestaltung erhalten | 09250487 |
| Direkt Bild zu diesem Denkmal hochladen | Färberei mit Schornstein im Hof (ehemalige Werkstatt) | Schäfferstraße 14 (Karte)                                                       | Um 1900 | Baugeschichtlich und ortsgeschichtlich von Bedeutung, Erdgeschoss und erstes Obergeschoss verputzt, zweites Obergeschoss roter Klinker mit Fachwerk. Erbaut 1892, erstes Haus der seinerzeit neu angelegten Straße, unklare industrielle bzw. handwerkliche Nutzung des Gebäudes, lediglich ab 1899 ist eine kleine Cigarrenmanufaktur bzw. -handlung Heinrich Rudolf Tschirner nachweisbar, zweigeschossiger Massivbau, verputzt, mit aufgeständertem Fachwerkobergeschoss mit Klinkerausmauerung (urspr. Tabaktrockenboden?), Segmentbogenfenster, flaches Satteldach, Holzdeckenkonstruktion, wohl mit Nachbargebäude (Schäfferstraße 16) in Zusammenhang stehend, an der westlichen Hoffront eingeschossiger Werkstattanbau, massiv, verputzt, mit Satteldach und freistehendem Schornstein auf Bruchsteinsockel mit Klinkerschaft, 2001 Abbruch des Schornsteins, Gebäude massiv saniert und überformt, von bau- und ortsgeschichtlicher Bedeutung. | 09250459 |
| Direkt Bild zu diesem Denkmal hochladen | Wohnhaus in geschlossener Bebauung | Schäfferstraße 15 (Karte)                                                       | 2. Hälfte 19. Jahrhundert | Baugeschichtlich von Bedeutung, zweigeschossig, massiv, Gurtgesimse, Dachhäuschen mit Stern-Ornament, Fenstergewände profiliert, altes Türblatt, Putzgliederung und Dachhäuschengestaltung erhalten | 09250141 |
| Direkt Bild zu diesem Denkmal hochladen | Wohnhaus in geschlossener Bebauung | Schäfferstraße 17 (Karte)                                                       | Um 1900 | Bildprägender Bestandteil der Straßenbebauung, baugeschichtlich und städtebaulich von Bedeutung, dreigeschossig, massiv, drei Dachhäuschen, Fensterbekrönungen (zentrales Fenster mit Wappen), altes Türblatt, ursprüngliche Fenstersprossung verloren | 09250438 |
| Direkt Bild zu diesem Denkmal hochladen | Wohnhaus in geschlossener Bebauung | Schäfferstraße 19 (Karte)                                                       | Nach 1900 | Baugeschichtlich und städtebaulich von Bedeutung, dreigeschossig, massiv, drei Dachhäuschen, Fenstergewände profiliert, Rauhputzstrukturierung, originales Türblatt | 09250437 |
| Direkt Bild zu diesem Denkmal hochladen | Wohnhaus in geschlossener Bebauung | Schäfferstraße 20 (Karte)                                                       | Um 1905/1910 | Baugeschichtlich und städtebaulich von Bedeutung, Mansarddach, Mittelbetonung durch Ornamentik und originalen Putz, Fensterreliefierung (ornamentaler Jugendstil) | 09250458 |
| Direkt Bild zu diesem Denkmal hochladen | Wohnhaus in geschlossener Bebauung | Schäfferstraße 21 (Karte)                                                       | Nach 1900 | Mit erhaltener Fassadengestaltung, baugeschichtlich von Bedeutung, dreigeschossig, massiv, zwei Dacherker, Putzgliederung: Nutung auch im Erdgeschoss vollständig erhalten, profilierte Fenstergewände, ursprüngliche Sprossung nur noch im Erdgeschoss, altes Türblatt | 09250491 |
| Direkt Bild zu diesem Denkmal hochladen | Wohnhaus in geschlossener Bebauung | Schäfferstraße 23 (Karte)                                                       | Nach 1900 | Mit weitgehend erhaltener Fassadenornamentierung, baugeschichtlich von Bedeutung, dreigeschossig, massiv, Reste von Putzgliederung, Fensterbekrönungen, Gurtgesims, originales Türblatt, Sprossung weitgehend erhalten | 09250492 |
| Direkt Bild zu diesem Denkmal hochladen | Wohnhaus in geschlossener Bebauung | Schäfferstraße 24 (Karte)                                                       | Um 1905/1910 | Baugeschichtlich und städtebaulich von Bedeutung, Mittelbetonung durch Originalputz und geschweiften Giebel (floraler Jugendstil) | 09250457 |
| Direkt Bild zu diesem Denkmal hochladen | Mietvilla in Ecklage (Albertstift) | Schäfferstraße 28 (Karte)                                                       | Bezeichnet mit 1904 | Heute Augenklinik und HNO-Klinik-Ambulanz, baugeschichtlich und städtebaulich von Bedeutung, Villa mit unregelmäßiger Fassadengliederung, reich reliefierte Giebel und Eingänge, mit originalem Haupteingang, Giebelbekrönung. Stand bis 2002 auch noch unter der Adresse „Flinzstraße 3“. | 09250456 |
| Direkt Bild zu diesem Denkmal hochladen | Mietvilla | Schäfferstraße 36 (Karte)                                                       | 1905/1910 | Baugeschichtlich und städtebaulich von Bedeutung, Villa mit Seitenbetonung durch geschweiften Giebel, Mittelbetonung durch Schieferdeckung, oval gehalten, leicht gewölbt | 09250476 |
| Direkt Bild zu diesem Denkmal hochladen | Mietvilla mit originalen Zaunsäulen | Schäfferstraße 37 (Karte)                                                       | Um 1895 | Baugeschichtlich und städtebaulich von Bedeutung, Seitenbetonung durch Turm und vorstehenden Erker im Erdgeschoss, reliefierte Fenstergewände, originaler überdachter Eingang mit Fenstern | 09250474 |
| Direkt Bild zu diesem Denkmal hochladen | Mietvilla mit Einfriedung | Schäfferstraße 38 (Karte)                                                       | 1905/1910 | Baugeschichtlich und städtebaulich von Bedeutung, Giebel (Zwillingsfenster, darüber ohrenförmiges Fenster) | 09250475 |
| Direkt Bild zu diesem Denkmal hochladen | Mietvilla mit Einfriedung | Schäfferstraße 39 (Karte)                                                       | 1902 | Baugeschichtlich und städtebaulich von Bedeutung, Mittelbetonung, verschieferte Mansarde, dreieckiger Erker (Ecke) im ersten Obergeschoss, originales Balkongeländer, Klinker und Putz | 09250473 |
| Direkt Bild zu diesem Denkmal hochladen | Mietvilla mit originalen Zaunsäulen | Schäfferstraße 41 (Karte)                                                       | Nach 1900 | Baugeschichtlich und städtebaulich von Bedeutung, Seitenbetonung durch Erker mit darüberliegendem Balkon im Dachgeschoss, Mittelgiebel, Fensterbekrönung | 09250472 |
| Direkt Bild zu diesem Denkmal hochladen | Mietvilla mit originalen Zaunsäulen | Schäfferstraße 43 (Karte)                                                       | Um 1900 | Baugeschichtlich von Bedeutung, Mittelbetonung durch Helmdach, Seitenbetonung durch Giebel | 09250471 |
| Direkt Bild zu diesem Denkmal hochladen | Wohnhaus mit originalen Zaunsäulen, in offener Bebauung | Schäfferstraße 45 (Karte)                                                       | Um 1910/1912 | Baugeschichtlich und städtebaulich von Bedeutung, Mittelbetonung durch geschweiften Giebel, Seitenbetonung durch Balkons mit originalem Geländer (Jugendstil), originale Fenster | 09250470 |
| Direkt Bild zu diesem Denkmal hochladen | Ehemaliges Wohnhaus und Büro mit Einfriedung | Schäfferstraße 48 (Karte)                                                       | Eingangspfosten bezeichnet mit 1890 | Anbauten 1920er Jahre, baugeschichtlich von Bedeutung, heute Möbelspedition Schuster | 09250469 |
| Weitere Bilder                          | Schule mit Turnhalle und Einfriedung, dazu die gärtnerische Anlage im westlichen Bereich des Schulgeländes mit zwei freistehenden Skulpturen (Luther und Melanchthon mit Blickausrichtung zur Seminarstraße) und Schulfreiraum (Landständisches Lehrerseminar; Martin-Andersen-Nexö-Schule)                                                                                                   | Schilleranlagen 1 (Karte)                                                       | 1855 (erste Bauphase); 1865/1866 (Schulturnhalle); im Giebel des Anbaus bezeichnet mit 1892 (Schule) | Repräsentatives Gebäude, ehemals Landständisches Lehrerseminar, später Martin-Andersen-Nexö-Schule, baugeschichtlich und ortsgeschichtlich von Bedeutung, langgestreckter dreigeschossiger Rechteckbau mit hervorgehobenem Mittelrisalit, markante umlaufende Sohlbankgesimse, zur Straße Stufengiebel, bezeichnet durch Fialen, Turnhalle, Inschrift: „geplant und erbaut von Baurat und Landesbaumeister Müller“ | 09250160 |
| Weitere Bilder                          | Schule mit Turnhalle (Schillergymnasium Haus A, ehemalige Oberrealschule/Diesterwegschule) | Schilleranlagen 2 (Karte)                                                       | 1900–1901 | Repräsentatives Gebäude, baugeschichtlich und ortsgeschichtlich von Bedeutung (siehe auch Objekt 09250364 – Schillergymnasium, Haus B), dreigeschossiges Gebäude über L-förmigem Grundriss mit Arkadenportal zur Hauptseite, Steildach und Seitengiebeln sowie seitlicher Turnhalle, im Stil der Deutschen Renaissance errichtet | 09250172 |
|                                         | Mietshaus in geschlossener Bebauung und Ecklage | Schlachthofstraße 1 (Karte)                                                     | Um 1905 | Baugeschichtlich und straßenbildprägend von Bedeutung | 09250152 |
|                                         | Mietshaus in geschlossener Bebauung | Schlachthofstraße 3 (Karte)                                                     | Bezeichnet mit 1905 | Baugeschichtlich von Bedeutung, mit Erker im Mittelrisalit | 09250153 |
|                                         | Mietshaus in geschlossener Bebauung | Schlachthofstraße 5 (Karte)                                                     | Nach 1905 | Baugeschichtlich von Bedeutung | 09250165 |
| Direkt Bild zu diesem Denkmal hochladen | Mietshaus in geschlossener Bebauung | Schlachthofstraße 9 (Karte)                                                     | Nach 1905 | Baugeschichtlich von Bedeutung | 09250167 |
| Weitere Bilder                          | Gebäudekomplex, bestehend aus Werkhallen und Verwaltungsgebäuden (Gebäude I, Ib, Id, II, III, IV, VI, VII, X), mit Schornstein an Gebäude Id (bedeutende Landmarke) und Schornstein sowie keramisches Relief (Eisenflechter) an Außenwand und Wandgestaltung aus je zwei liegenden rechteckigen und zwei quadratischen abstrakten keramischen Reliefs an Innenwand des ehemaligen Speisesaals | Spreegasse 10 (Karte)                                                           | Mitte 19. Jahrhundert (Gebäude Ib); bezeichnet mit 1869 (Gebäude I); um 1890 (Schornstein); bezeichnet mit 1895 (Gebäude II); um 1920 (ehemalige Küche)                                                   | Baugeschichtlich und technikgeschichtlich sowie künstlerisch von Bedeutung | 09251229 |
|                                         | Verwaltungsgebäude in Ecklage, Nebengebäude und Einfriedung | Spreegasse 13 (Karte)                                                           | Um 1910/1915 | Baugeschichtlich und ortsgeschichtlich von Bedeutung. - Verwaltungsgebäude: asymmetrischer Baukörper mit originalem Treppenhaus - Nebengebäude: Sockel aus Naturstein, Putzgliederungen, Walmdach, alle anderen Werksgebäude abgebrannt - Einfriedungsmauer entlang Kupferhammer und Spreegasse Bruchsteinsockel, darüber verputztes Mauerwerk und daran anschließend hohe Stützmauer (Bruchstein) | 09251228 |
|                                         | Mietvilla in Ecklage | Stieberstraße 29 (Karte)                                                        | Um 1890 | Baugeschichtlich von Bedeutung | 09250347 |
|                                         | Mietvilla | Stieberstraße 32 (Karte)                                                        | Um 1890 | Baugeschichtlich von Bedeutung, mit Mittelrisalit und Fachwerkgiebel | 09250333 |
| Direkt Bild zu diesem Denkmal hochladen | Mietvilla mit markantem Stufengiebel zur Straßenseite | Stieberstraße 33 (Karte)                                                        | Bezeichnet mit 1899 | Baugeschichtlich von Bedeutung | 09250346 |
| Direkt Bild zu diesem Denkmal hochladen | Mietvilla | Stieberstraße 35 (Karte)                                                        | Um 1895 | Baugeschichtlich von Bedeutung | 09250345 |
| Direkt Bild zu diesem Denkmal hochladen | Mietvilla | Stieberstraße 36 (Karte)                                                        | Um 1895 | Baugeschichtlich von Bedeutung, mit unregelmäßiger Fassadengliederung | 09250332 |
| Direkt Bild zu diesem Denkmal hochladen | Mietvilla | Stieberstraße 37 (Karte)                                                        | Um 1890 | Baugeschichtlich von Bedeutung | 09250344 |
| Direkt Bild zu diesem Denkmal hochladen | Mietvilla | Stieberstraße 38 (Karte)                                                        | Um 1890 | Baugeschichtlich von Bedeutung, mit Mittelbetonung | 09250331 |
|                                         | Mietvilla in Ecklage | Stieberstraße 41 (Karte)                                                        | Um 1880 | Baugeschichtlich von Bedeutung | 09250343 |
| Weitere Bilder                          | Wohnhaus einer Wohnanlage | Stieberstraße 42, 44, 46 (Karte)                                                | Um 1930 | Baugeschichtlich von Bedeutung (siehe auch Jägerstraße 39, 41/43, 45 und Stieberstraße 48), viergeschossiges Gebäude mit zwei Flügelanbauten, straßenseitiger Vorplatz, Grundriss in U-Form, dahinter schließt sich ein Hof an, um den sich weitere drei Gebäude gruppieren (siehe auch Nummer 48 und Jägerstraße), davon zwei über L-förmigem Grundriss, bemerkenswerte Treppenhausgestaltung (im Gegensatz zu den eher traditionell gestalteten Baukuben sehr modern) | 09250145 |
|                                         | Doppelwohnhaus (mit Stieberstraße 48) einer Wohnanlage in Ecklage | Stieberstraße 48 (Hauptanschrift: Jägerstraße 45) (Karte)                       | Bezeichnet mit 1930 | Baugeschichtlich von Bedeutung (siehe auch Jägerstraße 39, 41/43 und Stieberstraße 42/44/46) | 09250144 |
|                                         | Wohnhaus mit Einfriedung, baulich verbunden mit Stieberstraße 54 | Stieberstraße 52 (Karte)                                                        | Um 1910 | Mansarddach mit aufwendigen Dachhäusern, reich gestaltete Eingangssituation, baugeschichtlich und straßenbildprägend von Bedeutung, Fenster zum Teil noch mit originaler Sprossung, flacher Risalit über Eingang, Türgewände profiliert (mit betonten Schnecken-„Ohren“), originales Türblatt | 09250490 |
|                                         | Wohnhaus mit Einfriedung, baulich verbunden mit Stieberstraße 52 | Stieberstraße 54 (Karte)                                                        | Um 1910 | Mit zum Teil erhaltener aufwendiger Ornamentierung, baugeschichtlich und straßenbildprägend von Bedeutung, doppelte Biberschwanzdeckung, profilierte Dachhäuschen (zwei mit Fruchtrelief), Gurtgesims, weitgehend originale Fenstersprossung, erstes Obergeschoss Loggia, Eingangssituation mit Farbglasfenstern | 09250498 |
|                                         | Mietshaus in Ecklage und in offener Bebauung, baulich verbunden mit Löbauer Straße 10 | Taucherstraße 2 (Karte)                                                         | Um 1910 | Baugeschichtlich von Bedeutung | 09250002 |
| Direkt Bild zu diesem Denkmal hochladen | Wohnhaus in offener Bebauung | Taucherstraße 3 (Karte)                                                         | Um 1870/1880 | Baugeschichtlich von Bedeutung, Betonung durch zwei Seitenrisalite | 09251495 |
|                                         | Wohnhaus in offener Bebauung | Taucherstraße 4 (Karte)                                                         | 3. Viertel 19. Jahrhundert | Baugeschichtlich von Bedeutung, | 09250003 |
|                                         | Mietvilla mit Einfriedung | Taucherstraße 5 (Karte)                                                         | Um 1880 (Mietvilla); 1910 (Einfriedung) | Baugeschichtlich von Bedeutung, Stuckdekoration am Mittelrisalit | 09250079 |
|                                         | Mietshaus mit Teilen der originalen Einfriedung, in offener Bebauung | Taucherstraße 6 (Karte)                                                         | Um 1880/1890 | Baugeschichtlich von Bedeutung, Mittelbetonung durch Risalit, seitlich Verandaanbau, Simse, Eckquaderung, Fensterbekrönung, Fries, originale Fenster | 09250108 |
| Direkt Bild zu diesem Denkmal hochladen | Mietvilla | Taucherstraße 7 (Karte)                                                         | Am Erker bezeichnet mit 1901 | Baugeschichtlich von Bedeutung, seitliche Risalitbetonung | 09250078 |
|                                         | Wohnhaus in offener Bebauung | Taucherstraße 8 (Karte)                                                         | 3. Viertel 19. Jahrhundert | Baugeschichtlich von Bedeutung | 09250005 |
|                                         | Mietvilla | Taucherstraße 10 (Karte)                                                        | 1895 | Baugeschichtlich von Bedeutung, mit aus der Achse gerücktem Risalit mit Giebel | 09250076 |
| Direkt Bild zu diesem Denkmal hochladen | Wohnhaus in offener Bebauung | Taucherstraße 11 (Karte)                                                        | Um 1910 | Baugeschichtlich von Bedeutung, Mittelrisalit und Giebel | 09250077 |
|                                         | Villa | Taucherstraße 12 (Karte)                                                        | Um 1885/1890 | Baugeschichtlich von Bedeutung | 09250007 |
| Direkt Bild zu diesem Denkmal hochladen | Wohnhaus in Ecklage, baulich verbunden mit Thomas-Mann-Straße 1a | Taucherstraße 13 (Karte)                                                        | Um 1910 | Baugeschichtlich und straßenbildprägend von Bedeutung, asymmetrische Fassadengliederung, mit Erkern und Holzveranden, Eckgiebel | 09250074 |
|                                         | Villa mit Terrasse und Anbauten | Taucherstraße 14 (Karte)                                                        | Um 1910/1920 | Gebäude im Reformstil der Zeit um 1910, baugeschichtlich von Bedeutung, unregelmäßiger Grundriss, ehemals Wirtschaftsgebäude (Pferdeställe) des Fabrikanten Weigang, heute Kindertagesstätte und Hort | 09250008 |
|                                         | Mietvilla mit Einfriedung | Taucherstraße 20 (Karte)                                                        | Um 1890 | Baugeschichtlich von Bedeutung | 09250013 |
|                                         | Wohnhaus mit Garage (baulich verbunden mit Friedrich-Engels-Platz 2) | Taucherstraße 21 (Karte)                                                        | Um 1928/1930 | Architekturgeschichtlich von Bedeutung, originale Gitter und Türen | 09250051 |
|                                         | Verwaltungsgebäude mit Einfriedung | Taucherstraße 23 (Karte)                                                        | Um 1895 | Heute Landratsamt, baugeschichtlich von Bedeutung, Sandsteingesimse mit Relief, turmartige Eckbetonung, sämtliche Details im Treppenhaus im Original, Klinkerbau | 09250050 |
|                                         | Wohnhaus in Ecklage und in offener Bebauung, baulich verbunden mit Lessingstraße 10 (Lessing-Apotheke, Poliklinik) | Taucherstraße 24 (Karte)                                                        | Um 1890 | Baugeschichtlich von Bedeutung | 09250023 |
|                                         | Mietvilla mit originaler Einfriedung | Taucherstraße 27 (Karte)                                                        | Um 1900/1905 | Baugeschichtlich von Bedeutung, Mansarddach mit Dreiecksgiebel, Verandavorbau im Erdgeschoss, darüber Balkon, seitlicher Eingang | 09250111 |
|                                         | Mietshaus in offener Bebauung | Taucherstraße 28 (Karte)                                                        | Um 1890/1895 | Baugeschichtlich von Bedeutung | 09250041 |
|                                         | Wohnhaus in offener Bebauung mit Einfriedung | Taucherstraße 29 (Karte)                                                        | Um 1905 | Baugeschichtlich von Bedeutung | 09250110 |
|                                         | Villa mit Einfriedung (Loge zur goldenen Mauer) | Taucherstraße 30 (Karte)                                                        | 1885 | Baugeschichtlich von Bedeutung, Eingangssituation und Treppenhaus von besonderem Denkmalwert, Portikus, Rundbogenfenster, Gurtgesims, Mittelrisalit mit Bogengiebel, bis 1933 Vereinshaus der Freimaurerloge | 09250215 |
|                                         | Mietshaus in offener Bebauung und in Ecklage, mit Anbau sowie Einfriedung | Taucherstraße 33 (Karte)                                                        | Um 1880 | Baugeschichtlich und straßenbildprägend von Bedeutung, dreigeschossiger massiver Putzbau mit Eckbetonung, erstes und zweites Obergeschoss Fensterverdachungen und im ersten Obergeschoss Sohlbänke von kleinen Konsolen getragen, auf Dach-Ecklösung schmiedeeisernes Gitter, originale Hauseingangstür und einläufige Treppe, originaler schmiedeeiserner Zaun und Hoftor, Granitpfeiler, innen: originale ein- und zum Teil zweiflügelige Holztüren, gestalterisches Pendant zum gegenüberliegenden Eckgebäude Jägerstraße 2, Anbau schlicht (ursprünglich gewerbliche Nutzung), nimmt bezüglich Gestaltung Bezug auf das Wohnhaus und bildet mit ihm eine Einheit, ursprünglich auch Erschließung durch Treppe im Wohnhaus, jetzt saniert mit vorgeblendeter neuer Fassade zum Hof, ansonsten zu großen Teilen unverändert erhalten bzw. denkmalgerecht saniert | 09301737 |
|                                         | Mietvilla mit Remise und Einfriedung | Taucherstraße 34 (Karte)                                                        | Um 1910 | Baugeschichtlich von Bedeutung | 09250042 |
|                                         | Wohnhaus mit originaler Einfriedung, in offener Bebauung | Taucherstraße 35 (Karte)                                                        | Um 1890 | Baugeschichtlich von Bedeutung, mit Mittelrisalit und Dreiecksgiebel, seitlicher Verandaanbau, Sims zwischen Erdgeschoss und erstem Obergeschoss | 09250106 |
|                                         | Mietshaus in offener Bebauung mit Remise und originalen Teilen der Einfriedung | Taucherstraße 36 (Karte)                                                        | Türportal bezeichnet mit 1910 | Baugeschichtlich von Bedeutung, im Treppenhaus Teile der originalen Ausstattung (Treppen, Türen, Farbglasfenster, Fußboden), Jugendstilfenster | 09250043 |
|                                         | Mietvilla mit Einfriedung | Taucherstraße 39 (Karte)                                                        | Um 1880 | Baugeschichtlich von Bedeutung, dreiachsiger Mittelrisalit | 09250105 |
|                                         | Villa | Thomas-Mann-Straße 1 (Karte)                                                    | Um 1890/1895 | Baugeschichtlich von Bedeutung, Seitenrisalit, seitlicher Erker, darüber Balkon, reiche Putzreliefierung | 09250231 |
| Direkt Bild zu diesem Denkmal hochladen | Wohnhaus in Ecklage, baulich verbunden mit Taucherstraße 13 | Thomas-Mann-Straße 1a (Karte)                                                   | Um 1910 | Baugeschichtlich und straßenbildprägend von Bedeutung, asymmetrische Fassadengliederung, mit Erkern und Holzveranden, Eckgiebel | 09250075 |
|                                         | Wohnhaus | Thomas-Mann-Straße 4 (Karte)                                                    | 1890 bis 1895 | Baugeschichtlich und straßenbildprägend von Bedeutung, Stuckornamentik | 09250073 |
|                                         | Villenartiges Mietshaus in offener Bebauung | Thomas-Mann-Straße 5 (Karte)                                                    | 1895 | Villenartiger Putzbau, baugeschichtlich von Bedeutung, mit Eckturm und Holzveranden, Reliefs | 09250090 |
| Direkt Bild zu diesem Denkmal hochladen | Doppelwohnhaus in offener Bebauung | Thomas-Mann-Straße 6, 8 (Karte)                                                 | Um 1910 | Mit symmetrischer Fassadengliederung und zwei aufeinander bezogenen Stuckreliefs (Büsten), baugeschichtlich von Bedeutung, Reliefmedaillons | 09250072 |
|                                         | Mietvilla in offener Bebauung | Thomas-Mann-Straße 9 (Karte)                                                    | Um 1905 | Baugeschichtlich von Bedeutung, unregelmäßige Fassadengliederung, mit betonter Mitte | 09250089 |
|                                         | Mietshaus mit Einfriedung, in Ecklage, baulich verbunden mit Mättigstraße 14 | Thomas-Mann-Straße 10 (Karte)                                                   | Um 1910/1915 | Baugeschichtlich von Bedeutung | 09250071 |
|                                         | Mietvilla mit Zaunsäulen der originalen Einfriedung | Thomas-Mann-Straße 18 (Karte)                                                   | 1905/1910 | Baugeschichtlich von Bedeutung, Hauptfassade mit Mittelrisalit und Giebelfeld | 09250091 |
|                                         | Mietvilla mit Einfriedung | Thomas-Mann-Straße 20 (Karte)                                                   | Um 1905 | Mit Jugendstilornamenten, baugeschichtlich von Bedeutung, Hauptfassade mit Mittelrisalit, Erker und Giebel | 09250092 |
|                                         | Mietshaus in Ecklage und offener Bebauung | Thomas-Mann-Straße 22 (Karte)                                                   | Um 1890 | Baugeschichtlich von Bedeutung, Hauptfassade mit Mittelrisalit | 09250093 |
| Direkt Bild zu diesem Denkmal hochladen | Kasernengebäude in offener Bebauung (Kant-Kaserne) | Thomas-Müntzer-Straße 15, 15b, 15c, 15d (Karte)                                 | 1906–1910 | Militärgeschichtlich und ortsgeschichtlich von Bedeutung, breitgelagerter Baukörper mit zwei Eingängen | 09251440 |
| Direkt Bild zu diesem Denkmal hochladen | Kasernengebäude in offener Bebauung (Kant-Kaserne) | Thomas-Müntzer-Straße 17, 17a, 17b, 17c, 17d (Karte)                            | 1906–1910 | Militärgeschichtlich und ortsgeschichtlich von Bedeutung, breitgelagerter Baukörper mit zwei Eingängen | 09251441 |
| Direkt Bild zu diesem Denkmal hochladen | Kasernengebäude in offener Bebauung (Kant-Kaserne) | Thomas-Müntzer-Straße 19, 19a, 19b, 19c, 19d (Karte)                            | 1906–1910 | Militärgeschichtlich und ortsgeschichtlich von Bedeutung, breitgelagerter Baukörper mit zwei Eingängen | 09251477 |
| Weitere Bilder                          | Schulbau mit Turnhalle und Einfriedung mit zwei Portalen (Schillergymnasium Haus B, ehemalige Pestalozzischule) | Tzschirnerstraße 1 (Karte)                                                      | Bezeichnet mit 1912 | Schule bestehend aus viergeschossigem Haupttrakt, abgeschlossen von einem Walmdach mit Uhrturm, zwei konkav geschwungenen Flügelanbauten und aufwendig gestaltetem Eingangsbereich mit Turnhalle, zwei Portalanlagen und Pavillons, erbaut als allgemeine Volksschule, baugeschichtlich und ortsgeschichtlich von Bedeutung (siehe auch Objekt 09250172 – Schillergymnasium, Haus A). Von der Stadt Bautzen wurde ein Wettbewerb für einen Schulneubau ausgeschrieben, den der Dresdner Architekt und Baumeister J. Arthur Bohlig gewann. Grundsteinlegung am 23. Oktober 1911, feierliche Einweihung am 8. Oktober 1912. | 09250364 |
| Direkt Bild zu diesem Denkmal hochladen | Mietvilla mit Einfriedungsstützmauer | Tzschirnerstraße 4 (Karte)                                                      | Um 1885 | Baugeschichtlich von Bedeutung, Veranda der Villa mit originalem Treppenaufgang | 09250365 |
| Direkt Bild zu diesem Denkmal hochladen | Villa | Tzschirnerstraße 5a (Karte)                                                     | Um 1920 | An der Gartenseite Sala Terrena mit Freitreppe, baugeschichtlich von Bedeutung, herrschaftlicher, zweigeschossiger Bau, Eingang mit Freitreppe, schmales Gurtgesims, gequaderte Ecklisenen, originale Fenstersprossung, Walmdach mit Dachhecht | 09250876 |
| Direkt Bild zu diesem Denkmal hochladen | Mietvilla mit Einfriedung und Tor | Tzschirnerstraße 9 (Karte)                                                      | Um 1914 | Baugeschichtlich von Bedeutung, Treppenaufgang und Tür im Jugendstil | 09250362 |
| Direkt Bild zu diesem Denkmal hochladen | Villa | Tzschirnerstraße 13 (Karte)                                                     | Um 1910 | Mit seitlichem Treppenaufgang, baugeschichtlich von Bedeutung, zweigeschossiger kubischer Baukörper, hoher Authentizitätsgrad, Putzgliederungen an der Fassade und originale Fenster, besonders bemerkenswert sind Treppenhaus mit Holzvertäfelungen, originale Türen, zwei Türen Bleiverglasung, Treppenaufgang und auch Ausstattung der Zimmer (Wand- und Heizungsverkleidungen) | 09286396 |
| Direkt Bild zu diesem Denkmal hochladen | Verwaltungsgebäude der Deutschen Reichsbahn | Tzschirnerstraße 14a (Karte)                                                    | Um 1912 | Baugeschichtlich von Bedeutung | 09250363 |
| Weitere Bilder                          | Villa und Nebengebäude | Wallstraße 1, 1c (Karte)                                                        | 3. Viertel 19. Jahrhundert | Baugeschichtlich von Bedeutung; Bedienstetenwohnhaus (Gärtnerwohnhaus) bis April 2008 irrtümlich unter Wallstraße 1 erfasst, heute laut ALK-Daten Wallstraße 3a; eine zum Grundstück gehörende und ebenfalls als Denkmal ausgewiesene Remise wurde vermutlich abgebrochen | 09250028 |
|                                         | Villa mit originaler Einfriedung, Sitzplatz und ehemaligem Gärtnerhaus | Wallstraße 3, 3a (Karte)                                                        | Um 1890 (Villa); um 1900 (Sitzplatz) | Baugeschichtlich von Bedeutung. Strenger Baukörper betont durch Fensterprofile und Risalite, vorkragender Sockel durch Gesims abgesetzt, flaches Walmdach, sehr wertvoller Innenausbau mit Stuckdecken, Wand- und Deckenmalereien, Füllungstüren und Parkettböden, Bedienstetenwohnhaus (Gärtnerwohnhaus = Nummer 3a, ehemaliges Gärtnerhaus der Weigangvilla, Obj. 09250011) war ursprünglich unter Wallstraße 1 erfasst, Sitzplatz nördlich der Villa, angrenzend an Grundstück Wallstraße 1. | 09250185 |
|                                         | Villa | Wallstraße 6 (Karte)                                                            | In Wetterfahne bezeichnet mit 1880 | Heute Stadtverwaltung, baugeschichtlich von Bedeutung | 09250030 |
|                                         | Villa mit Einfriedung | Wallstraße 8 (Karte)                                                            | Um 1880 | Baugeschichtlich von Bedeutung, Fensterbekrönung | 09250031 |
|                                         | Villa mit Einfriedung | Wallstraße 10 (Karte)                                                           | Um 1885 | Baugeschichtlich von Bedeutung, Mittelbetonung durch risalitartigen Vorbau (Erdgeschoss: Veranda, erstes Obergeschoss Holzbalkon), Gliederung durch Simse, symmetrischer Baukörper | 09250241 |
|                                         | Mietvilla in Ecklage | Wallstraße 12 (Karte)                                                           | Um 1890/1895 | Baugeschichtlich von Bedeutung | 09250032 |
|                                         | Wohnhaus mit Einfriedung, in offener Bebauung | Wallstraße 15 (Karte)                                                           | Um 1860/1865 | Baugeschichtlich von Bedeutung | 09250035 |
|                                         | Wohnhaus mit Einfriedung | Wallstraße 16 (Karte)                                                           | Um 1880 | Baugeschichtlich von Bedeutung | 09250034 |
|                                         | Mietshaus in Ecklage | Wallstraße 17 (Karte)                                                           | Um 1885 | Baugeschichtlich von Bedeutung, Klinkerbau | 09250036 |
|                                         | Villa mit Einfriedung, in Ecklage | Wallstraße 18 (Karte)                                                           | Ende 19. Jahrhundert | Baugeschichtlich und straßenbildprägend von Bedeutung, mit betürmtem Eckerker, seitlich überdachter Eingang, Fensterbekrönung, Fries unterm Dach | 09250037 |
| Weitere Bilder                          | Villa mit Einfriedung, Villengarten und Grottenanlage (Weigangvilla) | Weigangstraße 1 (Karte)                                                         | Bezeichnet mit 1903 in Vorhalle (Villa); 1903 (Garteneinfriedung); 2002 (Rekonstruktion Zaun) | Repräsentative Jugendstilfassade, baugeschichtlich und künstlerisch von Bedeutung. Villa der Fabrikanten Rudolf Weigang, Mitinhaber der 1838 gegründeten Lithographischen Anstalt „Wilhelm Adolf Weigang und Comp.“, Kunstmäzen und Stifter, Architekt: Prof. Alvin Anger (1859–1924), ehemaliges Gärtnerhaus unter Wallstraße 3a erfasst. Zum Garten: Der landschaftlich angelegte Villengarten entstand vermutlich unmittelbar im Zusammenhang mit der Erbauung der Villa 1903. Der ehemals reich ausgestattete Garten umfasste ursprünglich auch die Grundstücke Wallstraße 3 und 3a sowie Taucherstraße 14 und 14a. Der heute erhaltene Bestand beschränkt sich auf das Gelände der Weigangvilla. Zur Weigangstraße und zur Wallstraße hin ist der Garten durch einen aufwändig gearbeiteten schmiedeeisernen Ziergitter-Zaun mit Sandstein-Pfosten eingefriedet. Der von landschaftlich geschwungenen Wegen durchzogene Garten ist mit einem erhöhten Sitzplatz mit Sandsteinmauer, einer Grottenanlage und einem beeindruckenden Altbaumbestand ausgestattet. Der Garten wurde 2002 restauriert. | 09250011 |
|                                         | Wohnhaus | Weigangstraße 3 (Karte)                                                         | Um 1890 | Baugeschichtlich von Bedeutung, Villa mit Brüstung, Betonung durch Mittelrisalit und Veranda, Dachabschluss durch Zinnenfries | 09250010 |
| Direkt Bild zu diesem Denkmal hochladen | Mietvilla | Weigangstraße 4 (Karte)                                                         | Am Portalgewände bezeichnet mit 1902–1903 | Baugeschichtlich von Bedeutung | 09250012 |
|                                         | Mietshaus in Ecklage und offener Bebauung | Weigangstraße 7 (Karte)                                                         | Um 1875/1880 | Baugeschichtlich von Bedeutung | 09250009 |
| Weitere Bilder                          | Mehrteiliger Gebäudekomplex des ehemaligen Untersuchungshaftgefängnisses (jetzt Gedenkstätte), östlicher Verwaltungsbau, östliche Schleuse als Zugang zum Gefängnishof und nördlicher ummauerter Bereich für den Hofgang mit strahlenförmig angelegten internen Mauern sowie Gefängnismauer im Hof zwischen Amtsgericht und Untersuchungshaftgebäude (Einzeldenkmale zu ID-Nr. 09304189)      | Weigangstraße 8a (Karte)                                                        | 1902–1906 (Gefängnisanlagenteil); 1950er Jahre (Verwaltung); nach 1989 (Mahn- und Gedenkstätte) | Einzeldenkmale der Sachgesamtheit Amts- und Landgericht mit ehemaligem Untersuchungshaftgebäude; baugeschichtlich, geschichtlich und wissenschaftlich von Bedeutung. Fünfgeschossiger Baukomplex auf T-förmigem Grundriss, der U-förmiges Hauptgebäude des Amts- und Landgerichtes zu karreeförmigem Komplex zusammenschloss. Mittel- und Eckbetonung seiner Fassaden, reicher Bauschmuck in spätgotischen- und Jugendstilformen. Architektur in bewusster Anlehnung an die Ortenburg. Ursprünglich Männer- und Frauengefängnis (Untersuchungshaft), bis 1945 auch verurteilte Strafgefangene, 1933–1945 politische Häftlinge, 1945–1949 von sowjetischer Besatzungsmacht beschlagnahmt, Inhaftierung aktiver Nationalsozialisten. 1949–1956 Umstrukturierung, verwaltet durch Ministerium des Inneren, 1956–1989 Ministerium für Staatssicherheit – Vollzugsanstalt, „Stasi-Knast“, aus dieser Zeit stammt in Medien verwendete Bezeichnung „Gelbes Elend“, die eigentlich Bautzen I betrifft, hier aber verallgemeinernd für politische Gefangene als Synonym für deren Haftanstalt verwendet wurde. Bautzen I war in dieser Zeit „normale“ Haftanstalt. 1990 Einrichtung dem Justizministerium des Freistaates Sachsen unterstellt. 1992 Anstalt Bautzen II geschlossen und zur Gedenkstätte entwickelt. | 09250529 |
|                                         | Mietvilla | Weigangstraße 9 (Karte)                                                         | Um 1915 | Baugeschichtlich von Bedeutung, zwei Erker im Erdgeschoss | 09250066 |
|                                         | Mietvilla mit originaler Einfriedung | Weigangstraße 10 (Karte)                                                        | Um 1910/1915 | Baugeschichtlich von Bedeutung, unregelmäßige Fassadengliederung, Putzdekor | 09250300 |
|                                         | Wohnhauszeile | Weigangstraße 11, 13, 15 (Karte)                                                | Um 1900/1910 | Baugeschichtlich von Bedeutung, Stuckornament im Mittelbereich (Eingangstür) | 09250067 |
|                                         | Mietvilla (Doppelhaus) | Weigangstraße 12 (Karte)                                                        | Um 1910/1915 | In Art eines Doppelwohnhauses, baugeschichtlich von Bedeutung, Mittelbetonung, Putzdekor | 09250301 |
|                                         | Mietvilla (Doppelhaus) | Weigangstraße 14 (Karte)                                                        | Um 1910/1915 | In Art eines Doppelwohnhauses, baugeschichtlich von Bedeutung, Veranden an den Ecken, im Giebel originale Fensterläden, originale Bemalung unter der Traufe | 09250302 |
| Weitere Bilder                          | Mietvilla in Ecklage, mit originalen Zaunsäulen und Mauer | Weigangstraße 16 (Karte)                                                        | Um 1910 bis 1915 | Baugeschichtlich von Bedeutung, Putzdekor, mit Balkon über Pilastern über der Mittelachse | 09250303 |
|                                         | Mietshaus in offener Bebauung | Weigangstraße 17 (Karte)                                                        | Um 1910 | Baugeschichtlich von Bedeutung, Putzdekor | 09250099 |
|                                         | Mietvilla mit Einfriedung | Weigangstraße 19 (Karte)                                                        | Im Giebel bezeichnet mit 1911 | Baugeschichtlich von Bedeutung, Putzdekor | 09250098 |
|                                         | Mietvilla | Weigangstraße 21 (Karte)                                                        | Im Giebel bezeichnet mit 1911 | Baugeschichtlich von Bedeutung, unregelmäßige Fassade, Stuckdekor im Giebel | 09250097 |
| Direkt Bild zu diesem Denkmal hochladen | Villa und Gartenpavillon | Weigangstraße 23 (Karte)                                                        | Um 1910 | Zu großen Teilen, vor allem im Inneren authentisch erhalten, baugeschichtlicher Wert | 09305978 |

## Streichungen von der Denkmalliste
| Bild                                    | Bezeichnung                                                                    | Lage                                   | Datierung                                           | Beschreibung | ID       |
| --------------------------------------- | ------------------------------------------------------------------------------ | -------------------------------------- | --------------------------------------------------- | --- | -------- |
|                                         | Wohnhaus mit Hintergebäude und Einfriedung, in offener Bebauung                | Dr.-Ernst-Mucke-Straße 11, 11b (Karte) | Um 1890                                             | Baugeschichtlich von Bedeutung; nach 2014 von der Denkmalliste gestrichen | 09250024 |
| Direkt Bild zu diesem Denkmal hochladen | Grünanlage                                                                     | Erich-Pfaff-Straße (Karte)             | 1900 (1. Bauabschnitt); nach 1925 (2. Bauabschnitt) | Von Nordwest nach Südost lang erstreckender Grünzug, verläuft ausgehend von der Mättigstraße als nördliche Begrenzung über die Erich-Pfaff-Straße, unterbrochen durch Pauli-, Stieber- und Loehrstraße bis zur Roesgerstraße, unterteilt in vier Abschnitte, langgestreckter straßenbegleitender Grünzug mit wassergebundener Promenade und hoher Authentizität, dieser Grünzug gehörte neben den Bauflächen als wichtiges Element zur Gliederung und zum städtebaulichen Anschluss des Siedlungskörpers am Nordostring, stadtgeschichtliche, stadtbildprägende und gartenhistorische Bedeutung | 09307490 |
|                                         | Nebengebäude mit Garage bzw. Remise, gehörte ehemals zur Villa Mättigstraße 33 | Erich-Pfaff-Straße 2 (Karte)           | Um 1900                                             | Baugeschichtlich von Bedeutung; nach 2014 von der Denkmalliste gestrichen | 09250064 |
|                                         | Doppelwohnhaus in offener Bebauung                                             | Löbauer Straße 21 (Karte)              | Um 1905                                             | Baugeschichtlich von Bedeutung, Wohnhaus mit Seitenbetonung, Mansardgeschoss, mit originaler Eingangstür (Farbglasfenster). Zwischen 2018 und 2024 aus der Denkmalliste gestrichen. | 09250419 |
|                                         | Doppelwohnhaus in offener Bebauung                                             | Löbauer Straße 21a (Karte)             | Um 1905                                             | Baugeschichtlich von Bedeutung. Zwischen 2018 und 2024 aus der Denkmalliste gestrichen. | 09250420 |

## Tabellenlegende
- Bild: Bild des Kulturdenkmals, ggf. zusätzlich mit einem Link zu weiteren Fotos des Kulturdenkmals im Medienarchiv Wikimedia Commons. Wenn man auf das Kamerasymbol klickt, können Fotos zu Kulturdenkmalen aus dieser Liste hochgeladen werden:
- Bezeichnung: Denkmalgeschützte Objekte und ggf. Bauwerksname des Kulturdenkmals
- Lage: Straßenname und Hausnummer oder Flurstücknummer des Kulturdenkmals. Die Grundsortierung der Liste erfolgt nach dieser Adresse. Der Link (Karte) führt zu verschiedenen Kartendiensten mit der Position des Kulturdenkmals. Fehlt dieser Link, wurden die Koordinaten noch nicht eingetragen. Sind diese bekannt, können sie über ein Tool mit einer Kartenansicht einfach nachgetragen werden. In dieser Kartenansicht sind Kulturdenkmale ohne Koordinaten mit einem roten bzw. orangen Marker dargestellt und können durch Verschieben auf die richtige Position in der Karte mit Koordinaten versehen werden. Kulturdenkmale ohne Bild sind an einem blauen bzw. roten Marker erkennbar.
- Datierung: Baubeginn, Fertigstellung, Datum der Erstnennung oder grobe zeitliche Einordnung entsprechend des Eintrags in der sächsischen Denkmaldatenbank
- Beschreibung: Kurzcharakteristik des Kulturdenkmals entsprechend des Eintrags in der sächsischen Denkmaldatenbank, ggf. ergänzt durch die dort nur selten veröffentlichten Erfassungstexte oder zusätzliche Informationen
- ID: Vom Landesamt für Denkmalpflege Sachsen vergebene, das Kulturdenkmal eindeutig identifizierende Objekt-Nummer. Der Link führt zum PDF-Denkmaldokument des Landesamtes für Denkmalpflege Sachsen. Bei ehemaligen Kulturdenkmalen können die Objektnummern unbekannt sein und deshalb fehlen bzw. die Links von aus der Datenbank entfernten Objektnummern ins Leere führen. Ein ggf. vorhandenes Icon  führt zu den Angaben des Kulturdenkmals bei Wikidata.

## Ausführliche Denkmaltexte
1. ↑  Beschreibung des Gartendenkmals Kirchplatz Maria-und-Martha-Kirche (Silke Epple, 27. August 2008):
  - Bauliche Schutzgüter:
    - Gebäude: Neogotische Hallenkirche (Einzeldenkmal)
    - Erschließung: platzartige, befestigte Fläche um die Kirche, Längsweg von Nordosten nach Südwesten (von Dr.-Ernst-Mucke-Straße nach August-Bebel-Straße) in zentraler Achse der Kirche, Querwege nördlich sowie südlich der Kirche, Wege mit wassergebundener Decke (roter Belag), mit Ausnahme des südlichen Querweges und des südlichen Abschnitts des Längsweges, diese mit Granitpflaster

  - Vegetation:
    - Alleen und Baumreihen: Baumreihen aus Winter-Linden (Tilia cordata) entlang der Straßen rahmenden Straßen, teilweise Neupflanzungen, lückenhafte Allee aus Winter-Linden (Tilia cordata) entlang des Längsweges, Reihe aus Winter-Linden (Tilia cordata) und die Querwege markierenden Spitz-Ahorn (Acer platanoides) entlang der platzartigen Fläche um die Kirche
    - Baumgruppen und Einzelbäume: zwei Koniferengruppen aus Eibe (Taxus baccata), Lebensbaum (Thuja spec.) und Scheinzypresse (Chamaecyparis spec.) nordöstlich der Kirche, je zwei Winter-Linden (Tilia cordata) nordwestlich bzw. südöstlich des Längsschiffes

Ursprünglich gehörte die nordöstlich anschließende Fläche mit dazu, heute Busbahnhof.
2. ↑  Beschreibung des Gartendenkmals Bahnhofstraße 6 (Silke Epple, 27. August 2008):
  - Bauliche Schutzgüter:
    - Gebäude: Villa (kein Kulturdenkmal)
    - Einfriedung: ehemaliger Ziergitter-Zaun mit Sockel und Pfeiler aus Granit (Zaunfelder neu), verputzte Ziegelmauer an der nördlichen Grundstücksgrenze
    - Erschließung:
      - Zugänge: Zufahrt mit zweiflügligem Ziergitter-Tor, Zugang mit einflügligem Ziergitter-Tor
      - Wegesystem: fast vollkommen verschwunden, mit Ausnahme eines Weges aus wassergebundener Decke zum Pavillon

    - Gartenausstattung: kleines Rosenrondell mit Granit-Einfassung im Zentrum des Gartens
    - Gartenbauten: Holz-Pavillon mit unregelmäßigem Grundriss und leicht erhabenem Standort

  - Vegetation:
    - alter Baumbestand: Baumgruppe um Pavillon aus Spitz-Ahorn (Acer platanoides), Stiel-Eiche (Quercus robur), Esche (Fraxinus excelsior) und Eibe (Taxus baccata), außerdem u. a. Rot-Eiche (Quercus rubra), Blut-Buche (Fagus sylvatica f. purpurea), zwei Stiel-Eichen (Quercus robur)

  - Sonstige Schutzgüter:
    - Bodenrelief: Gelände steigt zur westlichen Grundstücksgrenze leicht an

  - Störfaktoren: Parkplätze im östlichen Garten
3. ↑  Figurengruppe „Sitzendes altes Paar“ auf dem Friedrich-Engels-Platz:
Im Jahr 1974 ist die Figurengruppe „Sitzendes altes Paar“ für den am Landgericht liegenden Friedrich-Engels-Platz in Bautzen geschaffen worden. Die Kunststeinplastik zählt zu den frühen Werken des erst in fortgeschrittenem Alter künstlerisch tätig werdenden Bildhauers Horst Weiße (1919–1993). Einen großen Teil seines werktätigen Lebens arbeitete der am 3. Dezember 1919 in Eppendorf/Erzgebirge geborene Horst Weiße in seinem Beruf als gelernter Holzschnitzer und Spielzeughersteller, in dem er 1954 die Meisterprüfung ablegte und sich anschließend selbständig machte. Anfang der 1960er Jahre zog Weiße, der sein Leben bis zu diesem Zeitpunkt in seiner erzgebirgischen Heimat verbracht hatte, aus familiären Gründen nach Bautzen. Mit dem Ortswechsel ging auch ein beruflicher Neubeginn einher. In Bautzen gab Weiße seinen Beruf, der ihm aufgrund der seriellen Arbeitsweise schon lange Zeit nur wenig Freude bereitet hatte, auf und wandte sich der bildenden Kunst zu. Schnell fand er zu einer abstrakteren Formensprache – eine Tendenz, die im Laufe seines künstlerischen Schaffens immer stärker hervortrat.
Auch die Plastik „Sitzendes altes Paar“, die in Bautzen 1976 heftige Diskussionen um ihre Aufstellung und Entfernung auslöste – ein Artikel der Sächsischen Zeitung aus diesem Jahr spricht von „Steine[n] des Anstoßes“ – neigt bezogen auf die Physiognomie des Paares und die Überlängung der Gliedmaßen deutlich zur Abstraktion der menschlichen Figur. Die auf einem liegenden Sockel präsentierte Plastik zeigt zwei überlebensgroße Figuren, eine männliche und eine weibliche, die nebeneinander auf einer abstrahierten Bank sitzen. Die Körper sind einander zugewandt, sodass sich die Knie der Figuren beinahe berühren. Ihre Hände, die wie die Füße durch ihre schiere Größe expressiv wirken, liegen gefaltet im Schoß. In Frontalansicht stellt sich die Gruppe im unteren Bereich trotz der vielen Steindurchbrüche geschlossen dar, während die obere Hälfte der Plastik aufgrund der beiden blockhaft gestalteten und durch leeren Luftraum voneinander getrennten Oberkörper aufgebrochen wird. Auf diese Weise erwächst aus der Komposition des Paares eine eigentümliche Spannung, die sich zwischen Eintracht und Isolation bewegt.
Die öffentliche Kontroverse um Weißes Plastik fand erst durch ein Gutachten des Bildhauers und Mitglieds der Akademie der Künste der DDR Wieland Förster ein Ende. Der Mensch, im Besonderen der alternde Mensch, war häufig Thema der Kunst Weißes. In den Jahren 1982/83 beispielsweise zählte seine Marmorskulptur „Lesende Alte“ zu den meistbeachteten und -besprochenen Werken der IX. Kunstausstellung der DDR. Im Laufe seines Schaffens tritt das erzählerische Moment in Weißes Werken zugunsten der Darstellung allgemeinmenschlicher Erfahrung immer mehr in den Hintergrund. Künstlerisch stehen seine Figuren der expressiven Blockhaftigkeit Ernst Barlachs nahe. Vor allem aber die späten Werke erinnern an die abstrakten, raumhaltigen Körper Henry Moores, den Weiße neben Barlach selbst als Inspiration nannte. Die Plastik „Sitzendes altes Paar“ weist sich durch den Einsatz formaler Übersteigerungen und einen Hang zur Abstraktion als Reflexion internationaler künstlerischer Strömungen des vorigen Jahrhunderts aus. Sie ist als eines der wenigen Werke dieser Stilrichtung im öffentlichen Raum der Stadt Bautzen von künstlerischer Bedeutung.
4. ↑  Kant-Kaserne:

Bau- und Nutzungsgeschichte: Der Neubau für das II. Bataillon war aus Kapazitätsgründen unumgänglich, Pläne für eine neue Kaserne entwickelte das Heeresbauamt Bautzen; 1936/1937 Beginn der Bauarbeiten; 12. Juli 1938 Richtfest unter großem Anteil der Bevölkerung; April 1945 harter Kämpfe um die Kaserne, die Gebäude waren unterschiedlich stark beschädigt, bei den Kompaniehäusern waren besonders die Dächer betroffen;  8. Mai 1946 Landesverwaltung Sachsen übergab der Stadt Bautzen das Areal durch einen Überlassungsvertrag, aus den Kompaniehäusern wurden Wohnungen; 14. Februar 1947 Die Stadt gab das Nutzungsrecht auf die treuhänderische Verwaltung der Kantkaserne aus finanziellen und materiellen Gründen zurück an das Land, die Landesverwaltung Sachsen übertrug der Stadt die Wehrmachtsanlagen unmittelbar zurück und stellte finanzielle Mittel zum Abbruch der militärischen Anlagen zur Verfügung, die drei Kompaniehäuser wurden vollständig zu Wohnhäusern umgebaut, das Stabsgebäude, das Wirtschaftsgebäude I und II blieben erhalten, Exerzier- und Reithalle wurden abgebrochen; Nutzung der Kaserne in der unmittelbaren Nachkriegszeit war vielschichtig; 1946–1948 Heim der Freien Deutschen Jugend; seit 1947 daneben ein Haftlager für 82 Personen; 26. April 1948 Kreispolizeiamt wurde in die Kantkaserne verlegt; von 1948 bis 1961 Schule der Grenzpolizei der DDR; 1961 die Zentrale Lehranstalt für Waffenwesen wurde von Suhl nach Bautzen verlegt; 1982–1984 Lehrgebäude und Hörsaal wurden gebaut, der Hundezwinger abgerissen, das Wirtschaftsgebäude wurde rekonstruiert, ein Speisesaal (Mensa gebaut), Umbenennung dieser Ausbildungsstädte der Deutschen Volkspolizei „Fachschule des Ministeriums des Innern Fritz Schenkel“; 20. Dezember 1991 Sächsisches Kabinett entscheidet, in der ehemaligen Fachschule des MdI die Sächsische Landes-Polizeischule zu errichten, auf dem Hofgelände wurde ein Hubschrauberlandeplatz errichtet, ein Containergebäude für die Autobahnpolizei gebaut und eine Schießanlage entstand; die drei Kompaniehäuser an der Thomas-Müntzer-Straße waren von der Nutzung ausgenommen, es folgten Aus- und Umbau und umfassende Modernisierungen (Gesamtwohnfläche 8.600 m²), Neugestaltung der Außenanlagen, zusätzliche Zufahrt und Schutzmauer zur Straßenseite, Kosten für die Bautzener Wohnungsbaugesellschaft 13,9 Mio. Mark.

Baubeschreibung: Am Eingang links befindet sich das Stabsgebäude. Alle anderen Häuser gruppieren sich in Anordnung um den großen Kasernenhof. Rechts nebeneinander stehen die drei Kompaniehäuser, Unterkünfte für Mannschaften. Einen geschlossenen Flügel bilden das Stabsgebäude I und ein weiteres Kompaniehaus. Vom Wirtschaftsgebäude I, das am weitesten an den Kasernenhof stößt, führen Steinbögen zu den beiden anderen Häusern. Im Wirtschaftsgebäude I, das äußerlich bereits durch seinen Uhrturm auffällt, befinden sich der Mannschaftsspeiseraum, ein Aufenthaltsraum für Unteroffiziere, Küchenräume mit vier Kochkesseln, drei Bratöfen und mehrflammigen Gasherden sowie modernen Küchenmaschinen. Dazu kommen Waschräume für das Küchenpersonal, ein Lese- und Spielzimmer für den Stab und drei Kompanien sowie die Dampfheizungsanlage, mit der die anliegenden Gebäude wärmetechnisch versorgt werden. Im ersten Obergeschoss des Gebäudes liegen die Geschäftszimmer. Dazu kommen Aufenthaltsräume und Waschräume für die Putzfrauen. Auf den Gängen befinden sich Nischen zum Abstellen der Gewehre. Außerdem gibt es noch einen Abstellraum mit Schränken für verheiratete Unteroffiziere, die in der Stadt wohnen und sich hier umziehen. Das zweite Obergeschoss enthält Wohnungen, Unterrichtsräume, Werkstätten für Schuhmacher, Schneider und Sattler sowie einen Geräteraum für die Nachrichtenstaffel. Im Erdgeschoss haben Waschräume für die Mannschaften Platz gefunden. Die Korridore sind mit hellen Fliesen belegt. Die Zimmer haben Parkettfußboden. Auf dem Boden befinden sich die Schuh- und Bekleidungskammer sowie ein Waffenreinigungsraum. Nur wenige Informationen liegen über die drei Kompaniegebäude entlang der heutigen Thomas-Müntzer-Straße (Mannschaftshäuser II, III, IV) vor. Die dreigeschossigen Häuser waren zweckorientiert gebaut. Vor einem Flur in der Mitte des Hauses gingen die Mannschaftsräume ab. Diese hatten große Fenster, wurden über eine Dampfheizung beheizt und waren sogar mit Warmwasseranschlüssen versehen. Zum Kasernenkomplex der Infanterie-Kaserne in der Kantstraße gehörten außerdem eine Exerzierhalle und eine Reithalle, Fahrzeughallen und Ställe, ein Kleinkaliberschuppen und Kleinkaliberschießstände. Auf dem Wirtschaftsgebäude II und den Kompaniehäusern haben sich über die Dächer hinausgehende Turmplattformen befunden, die zur Aufnahme von Flakgeschützen dienten. Die Plattformen sind noch heute auf dem ehemaligen Wirtschaftsgebäude II erkennbar.
5. ↑  Kupferwalz- und Hammerwerk (Kupferhammer 4):
1257 erstmalige Erwähnung einer Kupferschmiede in Bautzen, seit 1544 Weiterverarbeitung von Kupfer am Standort einer seit 1523 (1544?) belegten Mühle (Kupferhammer), nach zahlreichen Besitzerwechseln 1754 von Christian Josef Tietzen erworben, 1764 Neubau des Kupferhammers, 1771 von Christian Gotthelf Tietzen für 5.500 Taler gekauft, nach dessen Tod 1816 übernahm 1820 sein Schwiegersohn Johann George Reinhardt die Geschäfte als Teilhaber, ab 1837 war dieser alleiniger Besitzer – seither Firmierung des Unternehmens als „Kupfer- und Aluminium-, Walz-, Draht- und Hammerwerk C. G.Tietzens Eidamm“, bis zum Konkurs des Unternehmens 1928 in Reinhardt‘schem Familienbesitz, 1845 Brand des Kupferhammers sowie nachfolgender Wiederaufbau, zeitgleich Neubau des ersten Kupferwalzwerkes, ab 1865/66 fortlaufende Modernisierung sowie systematischer Ausbau des Werkes mit Industriegeschoss- und Hallenbauten bis 1920, zugleich Abbruch des alten Kupferhammers auf nördlichen Teil des Grundstücks, 1887 Einbau von Breit- und Tiefenhämmern in die ehemalige Walke der Strumpf- und Barettmacherinnung an der Südosteinmündung des Mühlgrabens, Unternehmen wohl spätestens ab 1886 Großbetrieb und einer der bedeutendsten seine Art im ostdeutschen Wirtschaftsraum, breite Produktpalette, u. a. Kupferwalz-, Schmiede-, Zieh- und Pressfabrikate, ab etwa 1914 auch zahlreiche Aluminium- und Messingartikel, nach Konkurs 1928/29 Stilllegung, Demontage und teilweiser Abbruch der Werksanlagen, 1933 kurzzeitig
Schutzhaftlager für ca. 500 deutsche und sorbische Regimegegner, die nachfolgend ins Konzentrationslager Hohenstein überstellt wurden, 1943–1945 Gefangenen- und Arbeitslager für weibliche Häftlinge, 1950 bis 1993 Außenlager der Strafvollzugsanstalt Bautzen I, umfangreich erhaltenes Ensemble eines der ältesten Bautzener Industrieunternehmen von baugeschichtlich, orts- und wirtschaftsgeschichtlich herausragender Bedeutung.

Baubeschreibung des Denkmalbestandes:
  - Verwaltungsgebäude mit Südostflügel (Laboratorium und Beizhaus) und südlicher Einfriedungsmauer, Baujahr: 1913/14
  - Verwaltungsgebäude: zweigeschossiger Massivbau auf Natursteinsockelgeschoss bzw. Souterrain, verputzt, allseitig symmetrische Durchfensterung der Fassaden, Mansarddach mit stehenden und Fledermausgaupen, Okuli und zylindrischem Dachreiter mit Kuppeldach, südliche Hauptfront mit überhöhtem Mittelrisalit und großer dreiachsiger Fensterfront zwischen Putzlisenen, darüber Gaupenband mit Tympanon, Südosttreppenturm, natursteinverkleidet mit Zinnenkranz im Erdgeschoss-Bereich, Granittreppenanlage, bauzeitlicher Oberlichttür, Reste Bleiverglasung Treppenhausfenster, weitere Treppenhäuser: an Ostfassade, risalitartig hervortretend mit Kupferverdachung, sowie Nordost-Hofecke, bauzeitliche, wandfeste Ausstattung weitgehend erhalten, u. a. Lambris, Türen, (Bleiglas-)Fenster, dekorative Fliesen, Wandbrunnen im Erdgeschoss
  - Laboratorium: eingeschossiger Massivbau auf Sockelgeschoss, verputzt, mit Mansarddach, Fensterachsen im Hof mit Natursteinkranzgesims
  - Beizhaus: lang gestreckter Massivbau im Heimatstil auf Sockelgeschoss, verputzt, Mansarddach mit Gaupenband, Fensterachsen, teilweise mit bauzeitlichen Fensterläden
    - Kupfer-Dachreiter (1791): Laterne mit Werksuhr, Zwiebelhaube und Krönung mit Amphore – zierte zunächst Gartenhaus, später den alten Kupferhammer sowie 1862 bis 1913/14 das alte Wohn- und Verwaltungsgebäude (?)
    - Nordostflügel: gestaffelter Baukörper, verputzt, mit veränderten Fensterachsen, Walmdach

  - Einfriedungsmauer mit Tor- und Zaunpfosten: Zyklopen-, teils Schichtenmauerwerk aus Granit mit überhöhter, konkaver Sitznische am Nordwest-Vorhof, Sitzbank aus Porphyr, darüber Putzfeld, wohl ursprünglich mit Inschrifttafel
  - Aluminium-Walzwerk, „Kulturhaus“ (Baujahr 1913/14, Umbau nach 1950 und von 1975–1977): massiver Hallenbau mit basilikalem Querschnitt, verputzt, mit Walm- und Pultdächern, Südgiebel mit Eingangsfront (nach 1950) mit Vordach auf Pfosten, Westseite Anbau für Sporträume (1975–1977, kein Bestandteil des Kulturdenkmals), Hauptschiff innen: Saal mit fester Bestuhlung, Bühne
  - Mühlgraben-Wehranlage, -untertunnelung, -steg: Baujahr Kunstgraben wohl 16. Jahrhundert, Wehranlagen um 1900 (letzte Sanierung 1994/95), Steg um 1795, verändert um 1884, Abzweig eines natursteingefassten Kunstgrabens von der Spree an Südwest-Grundstücksecke für Energiegewinnung und Brauchwasser, dort Natursteinbogensteg zwischen zwei unterströmbaren Segmentwehren (Holzschotte)mit manuellem Zahnstangenantrieb, Wasserrechen, zur Spree vorgesetztes Stauwehr (Stahlfachwerk mit Holzschott), nach ca. 50 Metern offener Wasserführung Untertunnelung auf ca. 200 Metern in Südwestrichtung durch Werksgelände, danach offene Wiedereinmündung in die Spree, im Zuge der maximalen Überbauung und Dampfkraftnutzung wohl vor 1884 (1885 Fertigstellung des König-Albert Kupferwalzwerkes) als Natursteinsegmentgewölbe (Kämpferbreite ca. 3,50 m, Scheitelhöhe ca. 1,50 m mit Bettung angelegt, 1994/95 saniert)
6. ↑  Taucherfriedhof und Michaelisfriedhof (Sachgesamtheit):
  - Geschichte: 1523 Weihe des Friedhofs, 1558 Errichtung der sechseckigen Kapelle, dient heute als Feierhalle, 1598 erste Friedhofserweiterung nach Norden und Osten, Weihe der Taucherkirche, ab 1630 Errichtung der Friedhofsmauer, 1883–1885 Errichtung der Einsegnungshalle durch Richard Seeliger, 1867 Errichtung des Friedhofsportals zur Löbauer Straße, 1877 zweite Friedhofserweiterung wiederum nach Norden, 1878 Weihe des Michaelisfriedhofs, 1899 dritte Friedhofserweiterung auf der Fläche südlich des Michaelisfriedhof und Errichtung der Kapelle im Schweizer Stil, 1911 vierte Friedhofserweiterung nach Westen
  - Aufbau: südlicher Bereich mit Taucherkapelle ältester Teil, nördlich davon Erweiterungsfläche von 1877, westlich anschließend Michaelisfriedhof, südlich und westlich des Michaelisfriedhof Erweiterungsflächen von 1899 und 1911, Wirtschafts- und Erweiterungsflächen im Norden (1960?, nicht zur Sachgesamtheit gehörend)

Bauliche Schutzgüter:
  - Gebäude: Taucherkirche (Einzeldenkmal), zwei Kapellen (Einzeldenkmale), eine Feierhalle (Einzeldenkmal), Friedhofskanzlei (Verwaltungsgebäude) (Einzeldenkmal), neun Grufthäuser (Einzeldenkmale) und Friedhofsgärtnerei (Einzeldenkmal)
  - Einfriedung: Friedhofsmauer (Einzeldenkmal) aus verputztem Ziegelmauerwerk um das gesamte Friedhofsgelände, Michaelisfriedhof extra eingefriedet, Nord-Süd-Mauer an der Westgrenze sowie Ost-West-Mauer an der Südseite der Erweiterungsfläche von 1877
  - Erschließung:
    - Hauptzugänge:
      - Friedhofsportal (Einzeldenkmal) im Süden an der Löbauer Straße: Ädikula mit schmiedeeisernem zweiflügeligem Ziergitter-Tor
      - Friedhofstor (Einzeldenkmal) im Westen Am Ziegelwall: schmiedeeisernes zweiflügeliges Ziergitter-Tor mit Sandstein-Pfosten

    - Nebenzugänge:
      - Friedhofstor (Einzeldenkmal) am Verwaltungsgebäude: schmiedeeisernes zweiflügeliges Ziergitter-Tor mit Sandstein-Pfosten
      - Eingangstor zum Michaelisfriedhof: schmiedeeisernes zweiflügeliges Ziergitter-Tor mit Sandstein-Pfosten, Zugangstor mit Sandstein-Pfosten und ehemals zweiflügeliges Ziergitter-Tor von der Fichtestraße heute teilweise zugemauert und mit neuem einflügligem Tor versehen

    - Wegesystem: regelmäßiges Wegesystem mit in Nord-Süd-Richtung bzw. Ost-West-Richtung verlaufenden Wegen, mit Ausnahme des südlichen Friedhofsbereiches mit unregelmäßigem Wegesystem, Hauptweg (West-Ost-Weg) vom Friedhofstor Am Ziegelwall zum Zugangstor Fichtestraße, alle Wege mit wassergebundener Decke

  - Grabmale: 139 erfasste Grabmale und zwei Grabanlagen (Einzeldenkmale)
  - Gedenkstätten (Einzeldenkmale):
    - im westlichen Friedhofsbereich Mahnmal für 700 bei den Kämpfen im April 1945 gefallene Bautzener Bürger (1947)
    - im nordwestlichen Friedhofsbereich monumentales Mahnmal für russische, italienische, französische, serbische und englische Kriegsgefangene des Ersten Weltkriegs, die im Kriegsgefangenenlager in Bautzen starben (um 1918)
    - südlich des Michaelisfriedhofs: Denkmal für die Gefallenen der Schlacht bei Bautzen 1813 (1853)
    - im südlichen Friedhofsbereich Denkmal für die Gefallenen des Ersten Weltkriegs mit fünf Grabfeldern mit Soldatengräbern (nach 1918)
    - am Eingang Fichtestraße gärtnerisch gestaltete Gedenkstätte für die Gefallenen des Zweiten Weltkriegs (nach 1945)
    - Michaelisfriedhof: Kriegerdenkmal für die Gefallenen des Ersten Weltkriegs (nach 1918)

  - Vegetation:
    - Alleen und Baumreihen: Allee aus Winter-Linden (Tilia cordata) entlang des Hauptweges (gesamte Länge), des zweiten Nord-Süd-Weges (nur im Erweiterungsteil von 1877) und des südlich des Hauptweges verlaufenden Ost-West-Weges (nur im Erweiterungsteil von 1877), Baumreihen aus Winter-Linden (Tilia cordata) entlang allen verbleibenden Wegen im Erweiterungsteil von 1877, den von Osten nach Westen verlaufenden Wegen im Bereich südlich und westlich des Michaelisfriedhofs (mit Ausnahme des Hauptweges) sowie entlang des östlichen und westlichen Nord-Süd-Weges des Michaelisfriedhofs, Baumreihen aus Sommer-Linden (Tilia platiphyllos) entlang des Nord-Süd-Weges westlich des Michaelisfriedhofs
    - Hecken und Sträucher: geschnittene Hainbuchen-Hecke (Carpinus betulus) entlang des mittleren Nord-Süd-Weges im Erweiterungsteil von 1877 südlich des Hauptweges

  - Sonstige Schutzgüter:
    - Bodenrelief: Stützmauern aus Trockenmauerwerk an den Rändern des Grabfeldes im nordwestlichen Bereich des Friedhofs sowie im Bereich der Soldatengräber im südlichen Bereich des Friedhofs

Dehio – Handbuch der deutschen Kunstdenkmäler / Sachsen Band 1:

Weitläufige, im Winkel angelegte Anlage mit üppigem Baumbestand sowie zahlreichen kunstvollen Grabmälern des 17.–19. Jahrhunderts. Der Friedhof wurde 1523 geweiht, 1598 nach Norden hin erweitert. Die Mauereinfriedung erfolgte 1630. 1775–77 und 1899 Vergrößerungen nach Norden und Osten. Sechseckiges Beinhaus mit flachem Zeltdach, 1558, nach 1945 Urnenbeisetzungshalle, an den Außenwänden Grabsteine eingefügt. Grabstein für Gottfried Ewald († 1662), rechts an der Nordseite, etwa lebensgroße Reliefdarstellung eines Knaben. Grabstein für Johann Gottfr. Henrici und seine Ehefrau Christiana Sophia geb. Pannach, an der Nordwestseite, vermutlich Mitte 18. Jahrhundert, mit zwei gegeneinander geneigten, rankengeschmückten Schriftkartuschen, rechts antikisierende Frauenfigur (entsprechende linke Figur fehlt). Grabstein für Karl Mirus († 1707) und seine Frau († 1704), am Beinhaus, auf wuchtig profiliertem Sockel zwei von Ranken umgebene Kartuschen, unten sitzen ein weinender und ein schreibender Putto.

Besonders hervorzuheben die beiden barocken Grufthausreihen des 18. Jahrhunderts, die nördliche, etwas ältere bildet einen recht einheitlichen Gebäudezug mit aufwendig gearbeiteten Gittern (1992–94 außen restauriert), die neuere an der Ostseite, ebenfalls mit kunstvollen Gittern, im südlichen Teil aber mit unterschiedlich gestalteten Grufthäusern. Tietzesche Gruft, Ende 18. Jahrhundert, quadratischer Bau, das Zeltdach von Urne bekrönt, die Fassade klassizistisch streng gegliedert: in der Mitte Portal mit toskanischen Säulen und schlichtem Giebel, in den von Pilastern gerahmten Feldern Nischen mit Schmuckurnen. Im Innern mehrere klassizistische Grabsteine. Francksche Gruft von 1745, aufwendiger zweigeschossiger Bau über quadratischem Grundriss mit geschweiftem Zeltdach, die Ecken gekehlt, zwischen den Geschossen ein Gesims. An allen vier Seiten Portale mit schlicht profiliertem Granitgewände und markantem Schlussstein, in den korbbogigen Türfeldern Reliefs mit Emblemen des Todes, Palmblättern und Spruchbändern, an den kraftvollen Gittern die Monogramme JGF und AMR. Das Erdgeschoss überwölbt mit einer flachen Tonne mit Stichkappen und geringer Stuckdekoration. In der Mitte die offene Gruft, eingefasst durch ein Gitter mit Kruzifix, breiter, schlichter Sarkophag auf Löwenfüßen, auf der Deckplatte ein großes Kreuz. Dahinter ein barockes Epitaph für Friedrich Gottlob Franck († 1751) und seine beiden Frauen Anna Maria († 1743) und Maria Sophia († 1750) sowie einen Sohn. An den Seiten zwei Treppen zum Obergeschoss. Hohes Spiegelgewölbe mit illusionistischer Kassettenbemalung. In zwei Ecken Holzschränke mit bekrönendem Kruzifix.

Neue Leichenhalle im spätklassizistischen Stil, 1883–85 von Richard Seeliger. Breit angelegter, verputzter Bau mit zurückgesetzten Seitenflügeln, umlaufende Pilasterordnung, Gesims und Attika, eleganter Portikus, der durch das ihn hinterfangene, abgeflachte Glockendach des Kapellenraumes noch betont wird. Der zentrale Innenraum mit Spiegelgewölbe, Pilasterordnung und Blendbögen, hinter dem Altar zwei Rundfenster. An den Seiten Nebenräume.

Von den Einzelgrabmälern, vornehmlich des 17. und 18. Jahrhundert, meist Sandstein, besonders hervorzuheben: Denkmal für Martin Bischof († 1404), achtseitiger Pyramidenstumpf, im unteren Teil Kreuze, Granit, ursprünglich an der Töpfergasse, später hierher versetzt. Großes Wandgrabmal der Familie Henrici, 1723, über einem Postament mit Kartusche ein Mittelstück mit drei Kartuschen, seitlich auf Konsolen Figuren des Glaubens und der Hoffnung, darüber in der Mitte Relief des Chronos, seitlich Urnen, über dem geschweiften Gesims das Auge Gottes. Sehr plastisches Grabmal eines Unbekannten, 1710, sarkophagartiger Unterbau mit Tuchgehänge, darüber zwei ovale Schrifttafeln, umgeben von den weiblichen Figuren Glaube, Liebe und Hoffnung, zu den Seiten des Unterbaus lagern Justitia und Prudentia, Schrifttafeln. Freistehender Grabstein für Christ. Friedrich Jakob Janus († 1790) und seine Frau Christiane Helene Janus geb. Keßler, († 1793), über zwei Stufen zwei übereinandergesetzte Quader mit Zwischengesims, Urnen- und Lorbeerschmuck, bekrönt von einem Januskopf. Grabmal eines Unbekannten, um 1720, jetzt Ruhestätte der Gebrüder Mortschinck, auf einem Sockel stehender Engel in geschwungener Pose, er stützt sich mit dem rechten Arm auf ein reich geschmücktes Schild, in der anderen Hand hält er eine kleine, herzförmige Kartusche. Hohes Wandgrabmal eines Unbekannten, nach 1700, jetzt Erbbegräbnis Strobel, auf einem Unterbau zwei gegeneinandergeneigte, von reichem Rankenwerk umgebene Kartuschen, darüber eine Art Attika mit gekreuzten Fackeln und seitlichem Blattwerk, abschließend eine Kartusche, die von einem Skelett und einem schwebenden Chronos gehalten wird, darüber ein Schriftband, das auf den unter der Kartusche rosenpflückenden Engel Bezug nimmt. Grabmal eines Unbekannten, um 1700, jetzt Stephan-Mattheis, über einem Sockel mit Schmuckkartusche ein rechteckiger Mittelteil mit zwei von Roll- und Blattwerk umgebenen Kartuschen, darüber eine Krone, darunter Schädel und Gebein, seitlich zwei weibliche Allegorien, links die gepanzerte Hoffnung mit Buch und Anker, rechts mit verbundenen Augen die Gerechtigkeit, in der Mitte über dem Gesims sitzt ein Engel, gestützt auf eine Kartusche mit dem hebräischen Wort Jehova, die andere Hand hält ein Schriftband. Großes Wandgrabmal eines Unbekannten, um 1710, über einer quadratischen, jetzt leeren Schriftfläche, eine von Pilastern und Wellengiebel gebildete Nische mit sehr schöner, lebensgroßer Figur des auferstandenen Christus, darüber eine Krone und eine mit Totenschädel geschmückte Urne. Links von Christus eine Chronosfigur mit Schriftkartusche, rechts eine weinende Frau, unten zwei lebensgroße weibliche Allegorien, der Glaube mit Buch und Kreuz, die Wachsamkeit mit einer Öllampe und einem Reiher. Erbbegräbnis Naumann, in einer Rundbogen-Nische aus poliertem Syenit große anmutige Engelsfigur aus weißem Marmor von Johannes Schilling, um 1900.
7. ↑  Einzeldenkmale der Sachgesamtheit Taucherfriedhof und Michaelisfriedhof:

Grabmale als Einzeldenkmale auf dem Taucherfriedhof:
  - Wandgrabmal mit dreizonigem Wandaufbau, Familie Ritzhaupt und Krumbholz, nach 1862
  - Wandgrabmal mit Ädikula und lebensgroßer Skulpturengruppe (Engel mit Knaben), unbekannt, Ende 19. Jahrhundert
  - Wandgrabmal der Familie Lehmann mit Ädikula und lebensgroßer, segnender Christusfigur, um 1900
  - Wandgrabmal in Neorenaissanceformen, im Mittelteil Segmentbogentympanon mit plastischer Kartusche, unbekannt, um 1880
  - Wandgrabmal Familie Weigang, vorhallenartiger Aufbau auf acht Säulen, dahinter an den Seiten zwei Bronzeplatten mit Reliefs, links: Knabe und Mädchen mit Aufbau mit Flammensäule, rechts: Knabe und Mädchen mit Blumengirlande, nach 1912
  - Wandgrabmal Familie Wendler, erhöhter Mittelteil mit Doppelportraitmedaillon, an den seitlichen Wandfeldern Mäanderbänder, nach 1884
  - Wandgrabmal Familie Haubold, Ädikula mit eingestelltem lateinischem Kreuz, nach 1893
  - Wandgrabmal Sophie Rangenier, einfache gerahmte Wand mit Sandsteinmedaillon und Portraitbüste, nach 1882
  - Wandgrabmal Ernst von Boetticher und Familie, dreizoniger Wandaufbau, durch Pilaster gegliedert, im Mittelteil großes plastisch ausgearbeitetes Wappen mit Schriftband, 1895
  - Grabanlage der Familien Weigang/Schrott, Gruft, mit komplett erhaltener Einfriedung, Ädikula mit vollplastischer Trauernder, nach 1914
  - Wandgrabmal Thomas und Harriet Boyes, im Mittelteil plastisches Wappenrelief mit Spruchband, nach 1895
  - Wandgrabmal Familien Seifried/Kuschke, Ädikula, im Giebeldreieck Monogrammkartusche, seitliche Wandfelder mit Mäanderbändern, nach 1888
  - Wandgrabmal Familie Mieth, auf Granitsockel stehende Galvanoplastik – Engel mit ausgebreiteten Flügeln, auf seitlichen Wänden Jugendstilornamente, nach 1910
  - schmiedeeisernes Friedhofstor unmittelbar hinter der Kapelle, um 1900
  - Wandgrabmal der Familien Lehmann/Bachmann, dreizoniger Wandaufbau mit Pilastergliederung, im Segmentbogen des Mittelteils Monogrammkartusche, nach 1899
  - Wandgrabmal Egon Engel, Galvanoplastik segnender Christus, um 1900
  - Trauerhalle (Kapelle), 1883–1885
  - Wandgrabmal Fam. Preu, stark zugewachsen, Ende 19. Jahrhundert
  - Wandgrabmal Fam. Th. Grumbt und Schulze, stark zugewachsen, um 1890
  - Wandgrabmal Fam. Friedrich Otto Wilhelm, Sandsteinplatte durch zwei Pilaster gegliedert, nach 1918
  - Wandgrabmal Fam. Ernst Rätze, Rämsch und Lehmann, reich verzierte Ädikula, nach 1881
  - Wandgrabmal Fam. Habenicht/Kleiber, in halbrunder Nische lagernde Figur einer Trauernden, 1927
  - Wandgrabmal Fam. Henning/Reimann, Ädikula mit Marmorreliefplatte, darauf zwei schwebende Figuren – ein Engel und eine weibliche Betende, um 1900
  - Wandgrabmal Fam. Kunack, Lemke, Henoch, Gottschalk, Ädikula flankiert von großen Seitenfeldern, in der Mitte der Ädikula (Lateinisches Kreuz), um 1890
  - Wandgrabmal Fam. Elsbeth und Curt Geipel, dreizoniger Wandaufbau, in der Mitte weiblicher Engel mit ausgebreiteten Armen, rechts und links vom Mittelfeld lisenenartiger Vorsprung mit je einem Reliefportraitmedaillon, nach 1879
  - Sandsteingrabmal Fam. Naumann, nach 1875
  - Wandgrabmal Fam. Miessner, dreizoniger Wandaufbau, Mitte durch Dreiecksgiebel mit lateinischem Kreuz überhöht, nach 1917
  - Friedhofskanzlei (Verwaltung), zweigeschossiger Putzbau, nach 1900, daneben Eingangstor mit schmiedeeisernem Gitter
  - Mahnmal für 700 gefallene Bautzener Bürger bei den Kämpfen im April 1945, Granitkubus mit griechischem Kreuz, 1947
  - monumentales Mahnmal für russische, italienische, französische, serbische und englische Kriegsgefangene des Ersten Weltkrieges, die im Kriegsgefangenenlager in Bautzen starben, frei stehend mit vollplastischen Figuren (Engel neigt sich über verwundeten Krieger), entworfen und ausgeführt von dem polnischen Kriegsgefangenen Romuald Zerych, um 1918
  - Denkmal für die Gefallenen der Schlacht bei Bautzen 1813 mit Einfriedung, Sockel, darauf Obelisk mit eingelassenen Kanonenkugeln, 1853
  - schmiedeeisernes Eingangstor zum Michaelisfriedhof, um 1900

Grabmale auf dem Michaelisfriedhof:
  - Kapelle auf dem Michaelisfriedhof im Schweizer Stil, nach 1900
  - Kriegerdenkmal für Gefallene des Ersten Weltkrieges, nach 1918

Fortsetzung Grabmale als Einzeldenkmale auf dem Taucherfriedhof:
  - barockes Grabmal an der Giebelseite des Grufthauses, dreizonig mit Reliefs und Engelsköpfen, oberer Abschluss Relief mit Segelschiff, 2. Hälfte 17. Jahrhundert
  - barockes Grufthaus, 18. Jahrhundert
  - Grabmal Johann Reinhard Atzerodt, nach 1817
  - Grabmal Friedrich Imanuel Atzerodt, nach 1794
  - Grabmal Carl Ernst und Johanne Christiane Bautze, nach 1842
  - Grufthausflügel mit neun Grabkammern und Öffnungen mit schmiedeeisernen Gittern, 18. Jahrhundert
  - Grufthaus Erbbegräbnis der Fam. C.G. Tietzens, 1784
  - biedermeierliches Grabmal Fam. Apitz, 1844
  - barockes Grabmal mit Relief eines Segelschiffs und zwei Kartuschen mit Inschrift
  - Grabmal Johann Pauli, 1. Hälfte 19. Jahrhundert
  - Grabmal Christian Grimm und Christiane Dorothee Otto, nach 1818
  - Wandgrabmal Familie Benada, Ende 18. Jahrhundert
  - Wandgrabmal Johann Christoph Prentzel, Ende 18. Jahrhundert
  - Reliefplatte mit Kreuz tragendem Christus, 18. Jahrhundert
  - Grufthausanlage mit sieben Öffnungen und schmiedeeisernen Toren, 19. /20. Jahrhundert
  - neogotisches Grabmal Moritz Bertram, 2. Hälfte 19. Jahrhundert
  - vier monumentale Grufthäuser, nach 1900
  - klassizistisches Grufthaus mit schmiedeeisernem Tor und den Initialen C.G.P., 1. Hälfte 19. Jahrhundert
  - Grabmal Christian Gottlob Huntschmann, Mitte 19. Jahrhundert
  - verwittertes Wandgrabmal mit Blättergirlande und zwei Engelsköpfchen in Wolke, bezeichnet mit 1876
  - Erbbegräbnis der Familie Falk, Grabplatte mit Relief (Trauernde mit Lamm und Kreuz), 1885
  - Wandgrabmal Dora und Ludwig Schneeberg, Steinbildhauer, 1872
  - Wandgrabmal Fam. Leupold, nach 1923
  - Wandgrabmal mit Galvanofigur, Fam. Paul Pötzsch, nach 1910
  - Grabanlage Fam. Gneuss mit Einfriedung und segnendem Christus (Galvanoplastik), 1930er Jahre
  - Wandgrabmal Fam. Miersch, nach 18. Jahrhundert
  - Grabpyramide August Bergt mit Metalltafeln und Inschriften, 1771–1837
  - barockes Grabmal mit zwei Kartuschen, stark verwittert, 18. Jahrhundert
  - klassizistische Grabsäule mit Inschrift und Ornamentbändern, um 1830
  - barockes Grabmal mit Kartusche, angewittert, 18. Jahrhundert
  - zwei barocke Grabplatten, Inschrift angewittert, 18. Jahrhundert
  - Grabmal Johann August Nimschke, gest. 1826, Obelisk mit Feuerwehrinsignien, nach 1826
  - klassizistisches Grabmal Familie Geßner, nach 1867
  - Denkmal für die Gefallenen des Ersten Weltkrieges mit fünf Grabfeldern (Grabsteine keine Einzeldenkmale)
  - Grabmal Joh. Christ. Samuel Donath, nach 1852
  - neogotisches Grabmal Fam. Ernst Wilh. und Johanne Emilie Schulze, nach 1860
  - Grabmal Andreas Lubensky, Pfarrer, nach 1840
  - Grabmal mit Urne, Gottfr. Gottl. Wilke, Bildhauer in Bautzen, nach 1830
  - biedermeierliches Grabmal mit verwitterter Inschrift, Säulenstumpf mit Medaillons, um 1840
  - Wandgrabmal mit obeliskartigem Aufbau, zwei Medaillons und zwei flankierenden Urnen, 1. Hälfte 19. Jahrhundert
  - zwei klassizistische Grabmale der Fam. Dominick, 1 Hälfte 19. Jahrhundert
  - drei Sandsteingrabmale, Ende 19. Jahrhundert
  - Wandgrabmal Familie Märckel, Ende 19. Jahrhundert
  - zwei barocke Grabmale Fam. Jahn/May, 18. Jahrhundert
  - opulentes Wandgrabmal Johannes Traugott Paul Doecke, Stadtgutsbesitzer, nach, gest. 1917, 19. Jahrhundert
  - biedermeierliches Grabmal, Inschrift verwittert, um 1830
  - Grabmal Johan Samuel Gotthelf Märckel, nach 1862
  - opulentes Wandgrabmal Erbbegräbnis der Familien Steudner und Riesner, Johann Gottfried Steudner, gest. 1744 und Johanne Christiane Steudnerin, gest. 1753, nach 1744
  - opulentes Wandgrabmal, Erbbegräbnis der Familie Klien mit verschiedenen Sandsteingrabmalen und schmiedeeiserner Einfriedung, ab 18. Jahrhundert bis 1940
  - Grabanlage Familie Hartmann mit verschiedenen Sandsteingrabmalen und schmiedeeiserner Einfriedung, ab 1767 bis 19. Jahrhundert
  - Grabmal Christ. Gottlob Seibt, nach 1864
  - spätbarockes Grabmal, nach 1793
  - von Efeu umhülltes barockes Wandgrabmal
  - acht Wandgrabmale an der Einfriedungsmauer des Friedhofs, zum Teil sehr verwittert, 18. Jahrhundert
  - zwei freistehende Grabmale Carl Friedrich Wolff, gest. 1879 und kleiner Grabstein mit Relief eines Kind tragenden Engels, 19. Jahrhundert
  - Ädikula mit schmiedeeisernem Tor, Hauptzugang zum Taucherfriedhof, 19. Jahrhundert
  - zwei Grabmale an der Kirchenwand, 18./19. Jahrhundert
  - drei opulente WandgrabmaleFamilie Strobel mit aufwendigen Reliefs und Verzierungen, 2. Hälfte 18. Jahrhundert, Wandgrabmal mit fünf plastischen Sandsteinfiguren, Inschrift verwittert, 18. Jahrhundert, Grabmal Familie Martschinck mit plastischer Engelsfigur, Mitte 19. Jahrhundert
  - zwei WandgrabmaleWandgrabmal Fam. Holtsch anno 1763 und Grabmal Fam. Wetzlich, nach 1863
  - Friedhofsnebengebäude, heute Blumenladen, 19. Jahrhundert
  - biedermeierliches Grabmal mit Säulenstumpf und Rosenranken, um 1830
  - Grabmonument Christina Helena Janns, geb. Keßler, aufwendiges Grabmal mit Doppelkopfbüste, 1793
  - Klassizistisches Grabmal Christiane Elisabeth Ohle, nach 1804
  - Grabmal Familie Michel, nach 1874
  - Grabmal Agnes Jokusch, nach 1824
  - Grabmal Ernst Samuel Ziesche, Mitte 19. Jahrhundert
  - Grabmal Ernst Wilhelm Pfeiffer, 19. Jahrhundert
  - Grabmal Johann Gottfried Schwarz, nach 1816
  - Grabmal Agnes Meister, nach 1881
  - Grabmal Georg Gotthold Monse, Buchdruckermeister, nach 1811
  - Zwei Grabsäulen aus Sandstein mit Vasenaufsätzen, 1818
  - Zwei Grabsäulen aus Sandstein, eine mit Vasenaufsatz, 19. Jahrhundert
  - Grabsäule mit Engel und Blumenfüllhorn, Amalie Rosina Wehlin, nach 1802
  - Zwölf Grabmale aus dem 19. Jahrhundert auf dem Flurstück 1118 in Umgebung der Kirche, darunter das Grabmal von Karl Friedrich Techell (Bautzner Chronist 1759–1846) mit Darstellung Relief knieender Mann vor aufgeschlagenem Buch „Chronik. Budiss“ (14-bändige Chronik aus 1. Hälfte 19. Jahrhundert, 1818–1845), Sandstein, Postament mit weit überkragender Kämpferplatte als Aufsatz (Epitaph), mit Inschrift „Auch Dir als Waisenvater weinen eine stille Dankesthräne viele deiner Kinder“ und ursprünglich mit Urnenaufsatz (zurzeit abgenommen)
  - Elf Grabmale, davon zwei einzeln liegende Grabplatten auf der Fläche hinter dem Chorbereich der Kirche, 18. /19. Jahrhundert
  - aufwendiges barockes Grabmal Anna Dorothea Kühnelin und Christian Michael Kühnels, Mitte 18. Jahrhundert
  - Grabmal Carl Gottlob Ruffani, nach 1841
  - 15 Grabmale auf dem Gelände hinter dem Friedhofspavillon (Blumenladen), 19. Jahrhundert
  - Kapelle über sechseckigem Grundriss (1558) mit 14 Grabmalen an der Kapellenwand, 17–19. Jahrhundert
  - Grabmal Zimmermann und Jordan mit Vasenaufsatz, 2. Hälfte 19. Jahrhundert
  - drei Grabmale am Weg gegenüber der Kapelle, 19. Jahrhundert
  - fünf Grabmale am Weg von der Kapelle zu den Grufthäusern, 19. Jahrhundert
  - vier Grabmale und zwei Grabplatten auf dem Gelände gegenüber dem Haupteingang, 18. /19. Jahrhundert
  - Grabmal Leutnant Konrad von Stoffregen, nach 1813
  - Grabstätte Familie Heino, um 1764, Sandstein (August Heino Oberlausitzer Landschafts- und Genremaler und Zeichner des 19. und anfänglichen 20. Jahrhunderts, Wandfläche des Grabmals durch vier korinthische Pfeiler gegliedert, über Hauptgesims geschwungenes Giebelfeld, bezeichnetDas Heinosche Erb-Begräbnis, nur noch im mittleren Feld Grabstein vorhanden, um 1670, vermauert mit Darstellung eines Engels, der mit einer Hand sich auf Sims stützendes Kind umfasst und mit anderer Hand zum Himmel zeigt, darunter Tafel von flachgedrückten Voluten im Knorpelstil umgeben, mittig Inschrift „Landschaftsmaler August Heino 1847–1917“
8. ↑  Bahnhof Bautzen:
  - Bahnhof und Bahnsteiganlagen: Durchgangs- und Trennungsbahnhof, ab 1836 Bestrebungen zum Bau einer Eisenbahnlinie Dresden-Bautzen-Löbau-Görlitz-Breslau, 1843 Gründung der Sächsisch-Schlesischen-Eisenbahngesellschaft in Dresden, 10. Juni 1844 Baubeginn bei Dresden, am 4. November um Bautzen, am 23. Juni 1846 Inbetriebnahme der Teilstrecke Bischofswerda–Bautzen, bis Görlitz am 1. September 1847, 1851 Verstaatlichung der Bahn, 1845/1946 Bau des ersten Bautzener Bahnhofs, Architekt: Julius Köhler, Dresden, ab 1875 Bau weiterer Teilstrecken: Bautzen–Wilthen–Schandau (Richtung Böhmen), ab 1888 Bautzen–Hoyerswerda, 1903–1906 Bautzen–Radibor–Weißenberg, Bautzen damit bedeutender Bahnknotenpunkt, Stadt forderte 1875 Bahnhofsneubau, nach Ablehnung durch Königliche Staatseisenbahn und dem Finanzministerium zwischen 1876 und 1. September 1877 Um- und teilweiser Neubau des Bautzener Bahnhofes zum Personenbahnhof als Massivbau unter Verwendung des ersten Baus in repräsentativen Neorenaissanceformen mit französischen Barockstilelementen, dreigeschossiger Mittelrisalit mit Durchgangs- und Empfangshalle (dreiachsiger Altbau mit Rundbogenfenstern und -portalen mit neuem Mansarddach, verputzt mit Nutung im Erdgeschoss), zweigeschossige, neunachsige Seitenflügel (unter Verwendung der Altbauannexe), Rundbogenfenster, verputzt, mit Nutung im Erdgeschoss, flache Pilastergliederung im Obergeschoss, je eine Achse mit neuem Mezzanin), im Westen und Osten massive, dreigeschossige Eckpavillons, verputzt, straff gegliederte Fassadenfronten mit Eckquaderungen, Gesimsen, Fensterachsen mit Rundbogen- und Rechteckfenstern, flache Mansarddächer, 1901 Überdachung der zwei Hauptbahnsteige (nur eine erhalten) – Stahlfachwerk auf gusseisernen Stützen, kanneliert mit Kapitellen, ab 1917 Planung Umbau des Bahnhofs einschließlich Gleisanlagen, 1920/1921 Neubau der Durchgangs- und Empfangshalle, Stahlbetonskelettbau als weit herausgezogener Mittelrisalit in neobarocken Formen mit hohen Rundbogenfenstern, flachem Mansarddach mit Kranzgesims, Halle mit Kassettendecke und unterirdischen Abgang zu den Hauptbahnsteigen mit kassettiertem Betongeländer, flankierend Flachbauten für Diensträume, Schalter etc., Aufstockung der Seitenflügel, 26. Oktober 1921 Einweihung, Architekt: Regierungsbaurat Erler, Dresden, 1945 Kriegszerstörungen, bis 1961 vereinfachte Wiederherstellung der Fassadenfronten bis auf Erdgeschoss-Bereich der südlichen Bahnsteigüberdachung (Empfangshalle, West- und zuletzt Ostflügel), teilweiser Umbau, 1951 künstlerischer Wettbewerb „Die Stadt und der Kreis Bautzen im Fünfjahrplan“ zur Ausstattung der Empfangshalle: Anbringung von acht Sgraffito-Rundbogenfriesen zu den wichtigsten Wirtschaftszweigen Bautzens – Gießerei, Waggonbau, Lokomotiv- und Fahrzeugbau, Weberei – und der Oberlausitz – einen Steinbruch, den Ackerbau, Töpferei, Fischzucht –, Künstler: Alfred Herzog, Bautzen (1895–1988), Anbringung von vier großen Lüstern, Messing mit Opalglas, von baugeschichtlicher und verkehrsgeschichtlicher bzw. technikhistorischer Bedeutung, Sgraffitofriese von künstlerischer Bedeutung.
  - Ehemaliges Bahnpostamt: Nordwestlich des Bahnhofsgebäudes 1866 errichtet, nach 1875 westliche Erweiterung über H-förmigem Grundriss, heute nur Ostflügel erhalten, eingeschossiger Massivbau, verputzt, mit Mittelrisalit an östlicher Fassadenfront, Eckpilastern und Tympanon, flaches Walm- bzw. Satteldach, Fenster-, Türgewände, Traufgesims aus Sandstein, als Zeugnis der mit der Eisenbahngeschichte eng verknüpften Postgeschichte von Bedeutung.
  - Taxistand: Erbaut um 1935, eingeschossiger Rundpavillon, Massivbau, verputzt auf Klinkersockel, Nordfassade teilverglast, Zeugnis der Geschichte des Nahverkehrs in Bautzen, von bauhistorischer Bedeutung.
  - Empfangsgebäude: Empfangshalle mit Sgraffiti (1951), 1877 Erweiterung des Empfangsgebäudes, heutige Form (funktionaler moderner Erweiterungsbau mit neobarocken Elementen) von 1921, Fenstergewände mit reliefiertem Schlussstein, Putzquaderung, Reliefs. 1945 nach Brand in den alten Umfassungsmauern wieder errichtet, Innenausbauten modern
  - Hausbahnsteig: Dach mit Stahlfachwerkkonstruktion auf gusseisernen Säulen (zweistrebig)
  - Ehemaliges Postgebäude: eingeschossiger Baukörper auf rechtwinkeligem Grundriss, in Gestaltung Bezug nehmend auf Empfangsgebäude, grob strukturierter Putz, profiliertes umlaufendes Traufgesims, Giebelmotiv, Fenster in Abmessungen beibehalten, in Ausführung verändert, rückwärtiger Anbau abgebrochen, gehört zum Bahnhof dazu
9. ↑  Gebäudekomplex Spreegasse 10:
  - Gebäude I: bezeichnet mit 1909, im Treppenhaus 1872, Familienwappen in der Halle 1869, verputzter Sandsteinbau mit neobarocken Stilelementen, zweigeschossiger Bau mit hohem Mansardwalmdach und Dachreiter, Monumentalgliederung durch große Fenster, originales Treppenhaus, Werkhallen mit achteckigen Betonstützen
  - Gebäude Ib: kleiner ursprünglicher Bau aus der Entstehungsphase (Mitte 19. Jahrhundert), Bruchsteinmauerwerk
  - Gebäude II: bezeichnet mit 1895, 1911, zentrales, langgestrecktes Gebäude der Anlage, Flügelbauten an den Schmalseiten mit exponierender Dachlandschaft, verputzter zweigeschossiger Backsteinbau mit neobarocken Stilelementen, im Obergeschoss durch Übergang mit Geb. I verbunden, hoher kubischer Turm mit Walmdach zur Spreeseite hin
  - Gebäude III: bezeichnet mit V.B.P. 1922, Anklänge an Reformarchitektur, ursprüngliches Verwaltungsgebäude direkt am Spreeufer, seitlicher Anbau, zweieinhalb oder dreigeschossig, Betonung der Mittelachse durch Fassadengliederung und turmartiges Zwerchhaus, Walmdach
  - Gebäude IV: um 1920, kubischer Ziegelbau, ehemalige Küche, zweigeschossig, flaches Walmdach
  - Gebäude VI: um 1920, neobarocke Stilelemente, ehemalige Trafostation, kleines eingeschossiges Gebäude, Mittelrisalit mit neobarockem Giebel, Walmdach mit stehenden Gaupen
  - Gebäude VII: kleiner Anbau von Gebäude II
  - Gebäude X: bezeichnet mit 1928, schmales Funktionsgebäude direkt am Spreeufer, zweigeschossiger kubischer Bau mit Walmdach, im Innern große Betonbehälter für Papiermaische
  - Schornstein an Gebäude Id: um 1890, bedeutende Landmarke, viereckiger Sockel, Sandstein, achteckiger Schaft mit profiliertem Kopf
  - Schornstein (frei stehend): um 1920, runder Grundriss, gelber Klinker, Metallgurtbänder
  - Ehemaliger Speisesaal: vom Bildhauer Rudolf Sitte (1922–2009), Bruder von Willi Sitte, in den 1960er Jahren geschaffen, die Reliefs im Inneren des Speisesaals mit abstrakten Darstellungen zum reinen Dekorationszweck, das Relief an Außenwand des Speisesaals bestehend aus zwei senkrechten und einem diese verbindenden waagrechten Relieffeld, Thema „Eisenflechter“ mit stark abstrahierten Figuren und Formen im Stil der DDR-Kunst 1960er Jahre, Darstellung nimmt sicher Bezug auf ehemaliges Profil des Werkes und darin stattgefundene Produktion
10. ↑  Schillergymnasium:

Plastischer Schmuck (22 Bauplastiken in Relief- und Freiform) an der Hauptfront vom Dresdner Bildhauer Georg Türke 1912 entworfen und von den Steinbildhauern Gebrüder Eberlein in Postaer Sandstein ausgeführt:
  - am Haus: „Schlaraffenland“, „Des kleinen Hirten Glückstraum“, „Der Froschkönig“, „Der gestiefelte Kater“, „Münchhausen“, „Til Eulenspiegel“, „Hase“, „Igel“, „Sonnenuhr mit Putten“, „Ornament I“, „Der Rattenfänger von Hameln“, „Der Zaunkönig und der Bär“, „Der kleine Däumling“
  - am Eingang: „Handarbeitende Kinder“, „Hans im Glück“, „Kindergruppe I“, „Musizierende Kinder“, „Kindergruppe II“
  - an den Schlusssteinen über den Eingängen: „Der heilige Georg“, „Mädchenkopf“,
  - in das Eckstück einer Begrenzungsmauer eingelassen: „Männerkopf mit Ornamenten“
  - an einer Hauswand zum Schulhof: „Das tapfere Schneiderlein“
11. ↑  Beschreibung des Gartendenkmals Weigangstraße 1 (Silke Epple, 27. August 2008, ergänzt durch Anja Gottschalk, 13. Februar 2018):
  - Bauliche Schutzgüter:
    - Gebäude: herrschaftliche Villa im Jugendstil (Einzeldenkmal), Wallstraße 3a ehemaliges Gärtnerhaus (Einzeldenkmal)

  - Einfriedung: zu Weigangstraße und Wallstraße aufwändig gearbeiteter schmiedeeiserner Ziergitter-Zaun, Sockel und Pfeiler aus Sandstein (Einzeldenkmal)
  - Erschließung:
    - Zugänge: Zugangstor von der Südseite (Weigangstraße), Tore neu
    - Wegesystem: symmetrisch auf die Mittelachse der Villa bezogene Wegegestaltung, landschaftlich geschwungene Wege mit wassergebundener Decke, Vorplatz im Osten der Villa ebenfalls wassergebundene Decke

  - Gartenbauten: erhöhter Sitzplatz mit Sandsteinmauer in der westlichen Grundstücksecke (Ecke Weigangstraße/Wallstraße), Grottenanlage (Einzeldenkmal) mit drei Grotten nordöstlich der Villa
  - Vegetation:
    - Einzelbäume: alter Baumbestand, Blut-Buche (Fagus sylvatica f. purpurea), drei Stiel-Eichen (Quercus robur), zwei Berg-Ahorne (Acer pseudoplatanus), Spitz-Ahorn (Acer platanoides), Esskastanie (Castanea sativa), Eibe (Taxus baccata)
    - Schmuckpflanzung: rundes Schmuckbeet im Zentrum des Vorplatzes, Standort eines ehemaligen Springbrunnens, Standort und Form wieder aufgenommen